# Bonaparte

Stammwappen der Bonaparte (Linie aus Sarzana)

Die Bonaparte (eigentlich Buonaparte) sind eine Familie aus Korsika, die 1804 mit Napoleon Bonaparte zum französischen Kaiserhaus aufstieg und dann auch Napoleoniden genannt wurden. Sie regierten im Ersten und Zweiten Kaiserreich sowie kurzzeitig in einer Reihe von anderen europäischen Staaten.

## Geschichte
Die Buonaparte waren ursprünglich eine Patrizierfamilie aus Sarzana in Ligurien, wo sie mit Gianfaldo Buonaparte um 1200 erstmals erscheinen und einen Geschlechterturm bewohnten, die Casa torre dei Buonaparte, der teilweise erhalten ist. Der Notar Giovanni Buonaparte wurde Bürgermeister von Sarzana und 1408 vom mailändischen Herzog Giovanni Maria Visconti zum Kommissar der Lunigiana ernannt. Er heiratete 1397 Isabella Calandrini, eine Cousine des späteren Kardinals Filippo Calandrini, der seinerseits ein Halbbruder von Kardinal Tommaso Parentucelli war, beide ebenfalls aus Sarzana gebürtig; Parentucelli wurde 1447 als Nikolaus V. zum Papst gewählt. Giovannis und Isabellas Sohn Cesare Buonaparte heiratete 1440 Apollonia Malaspina, eine illegitime Tochter aus der mächtigsten Adelsfamilie der Lunigiana. Deren Enkel war Francesco Buonaparte, der 1490 im Zuge der genuesischen Kolonisation als Reitersöldner der Seehandelsflotte des Banco di San Giorgio nach Korsika ging und dort 1493 die Tochter des Guido da Castelletto, Repräsentant des Banco in Korsika heiratete. Seither war die Familie in der korsischen Hauptstadt Ajaccio ansässig und stellte fast in jeder Generation Mitglieder oder Hauptmänner des Stadtrats. (Zu den früheren Vorfahren siehe den Artikel über Napoleons Großvater Giuseppe Maria Buonaparte).
Es existierten auch Zweige der Familie in San Miniato (zu dem der Priester Jacopo Buonaparte, ein Vertrauter von Papst Clemens VII., gehörte) und in Florenz (1803 mit dem Abt Gregorio Buonaparte erloschen, welcher den damaligen Ersten Konsul Napoleon Bonaparte als Erben einsetzte). In San Miniato gibt es noch den kleinen Renaissancepalazzo der Familie (mit mittelalterlichem Kern) sowie ihre Grablege in der Franziskanerkirche.

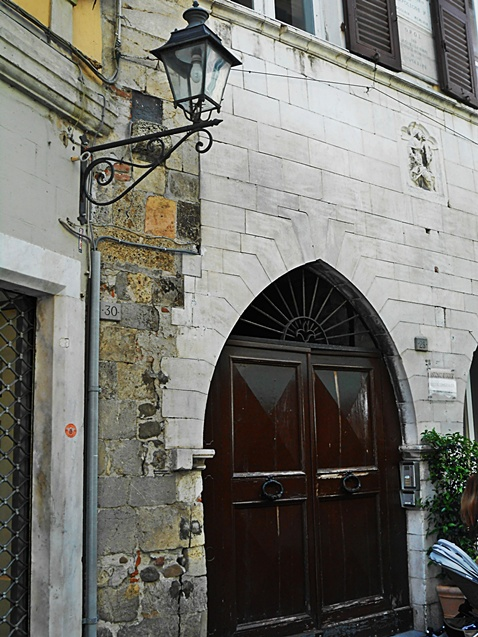
Casa Buonaparte in Sarzana, Ligurien
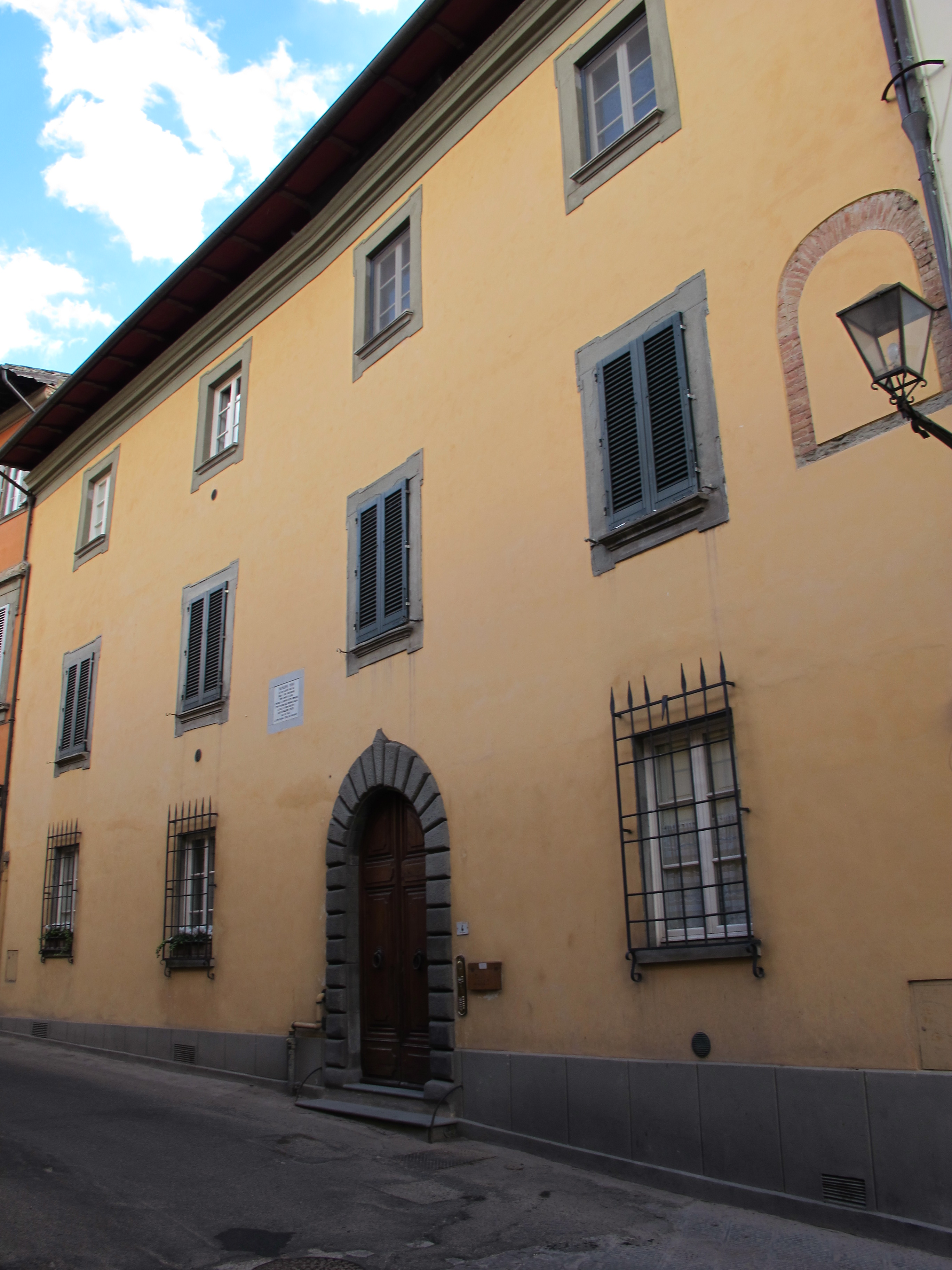
Palazzo Buonaparte in San Miniato, Toskana
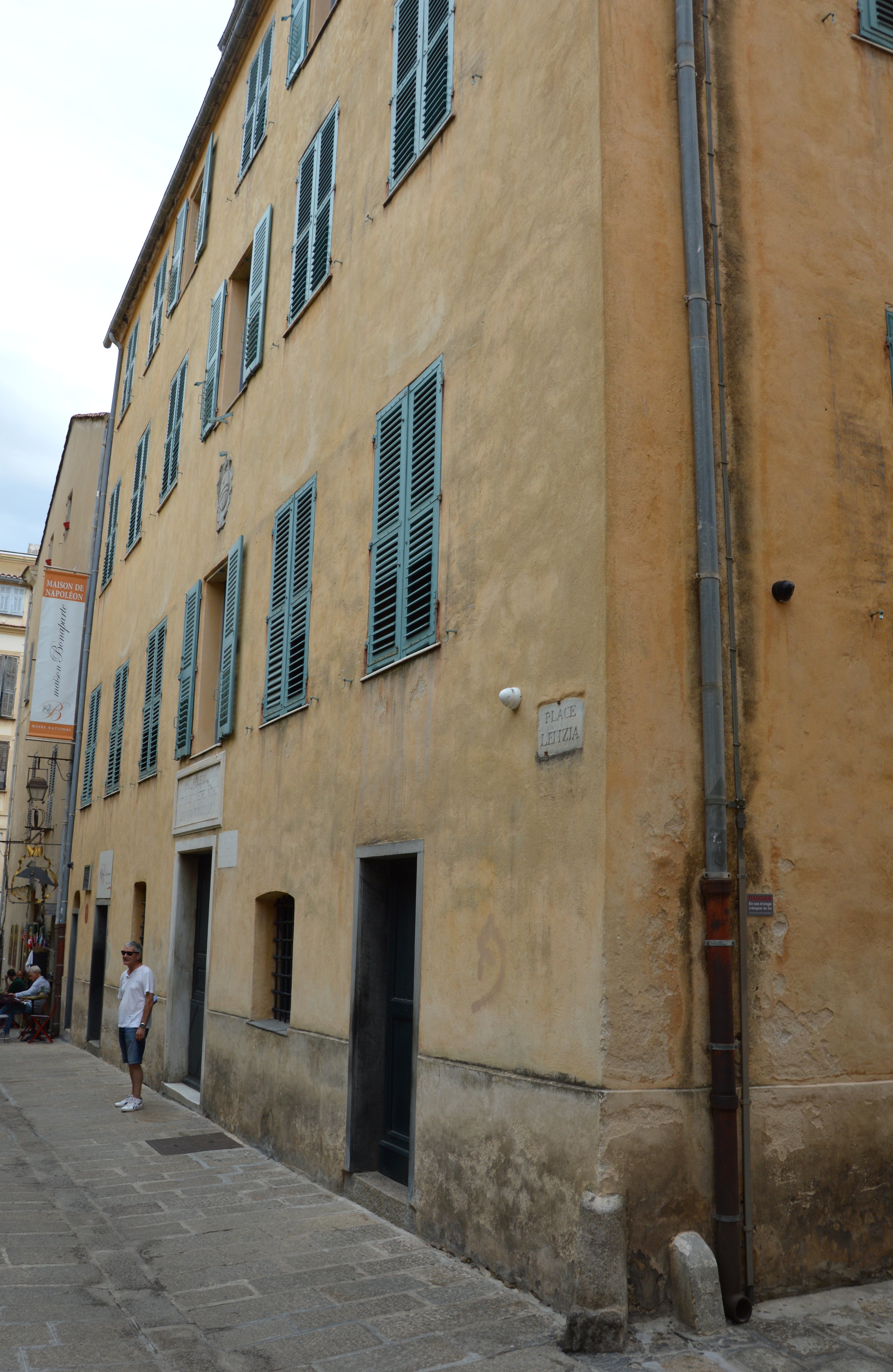
Maison Bonaparte in Ajaccio, Korsika, Geburtshaus Napoleons
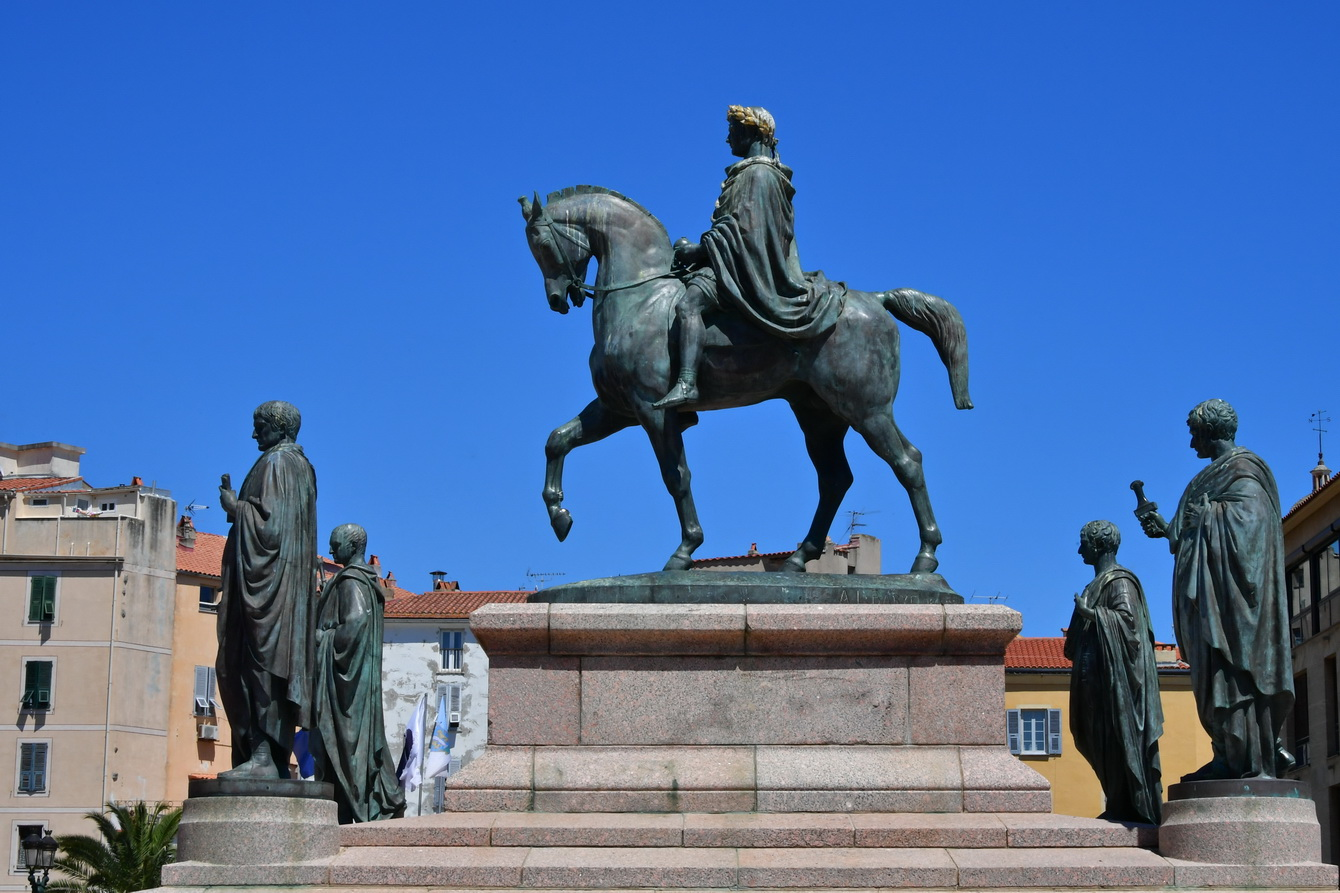
Denkmal in Ajaccio: Napoleon und seine Brüder

Die Maison Bonaparte in der Altstadt von Ajaccio entstand im frühen 17. Jahrhundert als Herrenhaus mit zugehörigem Grundbesitz an Feldern und Weinbergen, kam im 18. Jahrhundert durch Heirat und Ankauf nach und nach an die Familie Buonaparte und blieb bis 1924 in ihrem Besitz; heute ist das Geburtshaus Napoleons ein Museum. Carlo Buonaparte leistete 1768 Widerstand gegen den Verkauf Korsikas durch die Republik Genua an das Königreich Frankreich. Nach der Niederschlagung des Aufstands wurde er aber amnestiert, erhielt seinen Besitz zurück und 1771 sogar eine französische Adelsanerkennung durch Ludwig XV. Sein Sohn Napoleon Bonaparte wurde als Revolutionsgeneral unter dem Direktorium ab 1796 durch seine erfolgreichen Italien- und Ägyptenfeldzüge populär und 1799 Erster Konsul der Französischen Republik.

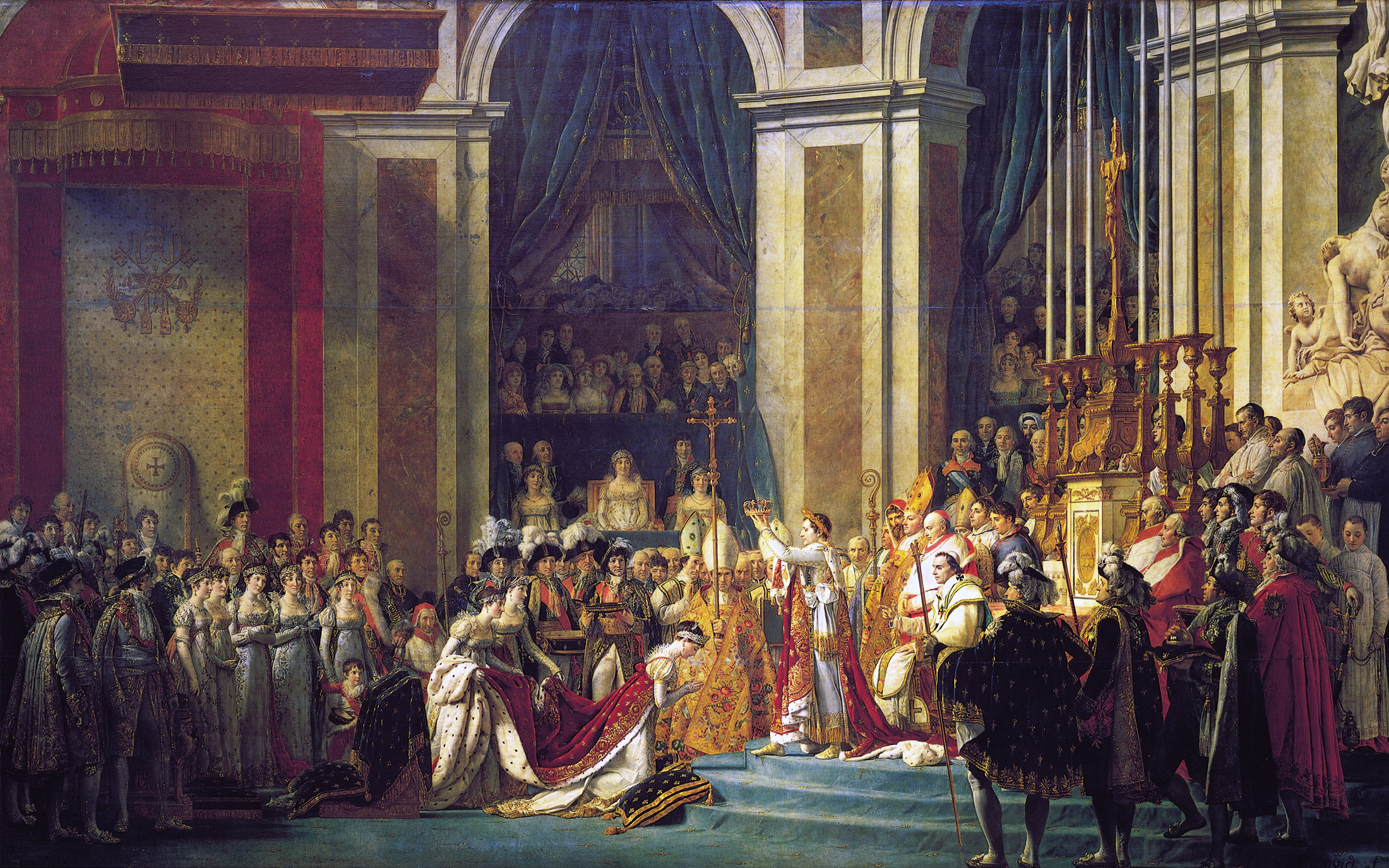
Kaiserkrönung Napoleons I. in Notre-Dame de Paris (1804), Gemälde von Jacques-Louis David

Am 2. Dezember 1804 krönte er sich selbst, in Anwesenheit von Papst Pius VII., in der Kathedrale Notre-Dame de Paris zum Kaiser der Franzosen und seine Frau Joséphine zur Kaiserin. Seit der Kaiserkrönung Napoleons I. hatten die Bonaparte den Rang des französischen Kaiserhauses im Ersten Kaiserreich inne. Mit den Eroberungen Napoléons in den Koalitionskriegen wurden Mitglieder seiner Familie auch in anderen Staaten als Herrscher installiert: die Brüder Joseph Bonaparte 1806–1808 als König von Neapel und 1808–1813 als König von Spanien, Louis Bonaparte 1806–1810 als König von Holland, Jérôme Bonaparte 1807–1813 als König von Westphalen, die Schwestern Elisa Bonaparte 1809–1815 als Großherzogin der Toskana und Caroline Bonaparte mit ihrem Ehemann Joachim Murat 1806–1808 als Großherzöge von Berg und 1808–1815 als Könige von Neapel, der Neffe Napoléon Louis 1809 als Großherzog von Kleve und Berg und der Sohn Napoleon Franz Bonaparte 1811 nominell als König von Rom (dem besetzten Kirchenstaat). Lediglich der Bruder Lucien Bonaparte war aufgrund einer nicht genehmen Eheschließung mit dem Kaiser zerstritten, lebte als Privatmann in Italien und geriet 1810 beim Versuch der Auswanderung nach Amerika in britische Gefangenschaft. Den Bruder seiner Mutter, Joseph Fesch, ließ Napoleon 1802 zum Erzbischof von Lyon ernennen, 1803 wurde er Kardinal.
Nach dem Sturz Napoleons 1814 gingen die Familienangehörigen ins Exil und lebten dort zumeist unter Pseudonymen. Sein Neffe Louis-Napoléon Bonaparte, jüngster Sohn von Louis und Hortense, musste sich im Schweizer Exil zeitweise als Hauslehrer verdingen. 1836 unternahm er in Straßburg mit einigen Offizieren einen dilettantischen Putschversuch und musste nach Amerika ins Exil gehen. Im folgenden Jahr löste seine Rückkehr in die Schweiz, deren Bürger und Offizier er war, eine Staatskrise mit Frankreich aus, die ihn nach London abreisen ließ. Ein von dort geplanter zweiter Putschversuch scheiterte ebenfalls. Doch nach der Februarrevolution 1848 kehrte er nach Frankreich zurück und gewann dort die Wahl zum Staatspräsidenten. Kurz vor Ablauf seiner Amtszeit führte er den Staatsstreich vom 2. Dezember 1851 durch und ließ sich nach einem Referendum am 2. Dezember 1852 – jeweils an dem Tag, an dem sich Napoleon I. 1804 zum Kaiser gekrönt hatte – als Napoleon III. zum Kaiser der Franzosen ausrufen. Dadurch entstand von 1852 bis 1870 das Zweite Kaiserreich.
Napoléon III. verlieh den nachfolgeberechtigten Mitgliedern der kaiserlichen Familie (seinem Sohn sowie seinem Onkel Jérôme und dessen Kindern zweiter Ehe, nicht aber der Familie seines Onkels Lucien) den Titel Prinz bzw. Prinzessin Napoléon (unter Weglassung des alten Familiennamens Bonaparte), den die Nachfahren bis heute führen, mit der Anrede Kaiserliche Hoheit (Altesse Impériale). Der Thronfolger war ab 1852 zunächst Jérôme Bonaparte als Onkel des Kaisers mit dem Titel Prince français, dann ab seiner Geburt 1856 des Kaisers Sohn Napoléon Eugène Louis Bonaparte als Prince Impérial und Fils de France. Neben diesen spielten auch die Kaiserin Eugénie, Jérômes Sohn Napoléon-Jérôme (genannt „Plon-Plon“) und dessen Schwester Mathilde Bonaparte bedeutende Rollen.
Napoléon III. wurde nach dem verlorenen Deutsch-Französischen Krieg 1870 abgesetzt und ging ins Exil nach England. Anschließend gab es noch Napoleonische Restaurationsversuche 1870/1871. 1886 setzten die radikalen Republikaner gegen die Monarchisten ein Gesetz durch, das die Bonaparte erneut aus der (nunmehr Dritten) Französischen Republik verbannte, um dem Bonapartismus vorzubeugen, was den damaligen Thronprätendenten Napoléon-Jérôme („Plon-Plon“) und seine beiden Söhne sowie deren Nachfahren betraf. Auch das um den französischen Thron konkurrierende Haus Orléans wurde durch dieses Gesetz exiliert, welches erst 1950 auf Betreiben von Charles de Gaulle aufgehoben wurde und den Angehörigen der beiden Häuser die Rückkehr ermöglichte. Die letzte noch im Mannesstamm existierende Linie der Bonaparte stammt von Napoleons I. Bruder Jérôme und dessen Sohn Napoléon-Jérôme ab.

## Ebenbürtigkeit und Heiratspolitik
Die regierenden europäischen Dynastien betrachteten die korsische Aufsteigerfamilie lange Zeit als nicht ebenbürtig. Eheliche Verbindungen mit ihr wurden nur notgedrungen und aus machtpolitischen Erwägungen geschlossen. Vor der Thronbesteigung Napoleons 1804 hatten er selbst und seine Geschwister in Familien des niederen Adels oder wohlhabenden Bürgertums eingeheiratet, die ihrer eigenen gesellschaftlichen Stellung entsprachen: Der Bruder Lucien Bonaparte hatte 1794 die Weinhändlerstochter Christine Boyer geheiratet, der älteste Bruder Joseph Bonaparte im selben Jahr die Kaufmannstochter Julie Clary, und Napoleon selbst sich mit deren Schwester Désirée Clary verlobt; 1796 heiratete er aber die einflussreiche Witwe Joséphine de Beauharnais und vermittelte Désirée an seinen Weggefährten General Jean-Baptiste Bernadotte. Napoleons drei Schwestern ehelichten Offiziere aus seinem Umkreis, die mit ihm zu Generälen aufgestiegen waren. Doch bereits 1803, noch als Erster Konsul, missbilligte er die zweite Eheschließung seines Bruders Lucien mit einer Bankierswitwe aus kleinadeliger Familie, weil er auf Höheres hinauswollte. Dies gelang im selben Jahr durch die zweite Eheschließung der Schwester Pauline mit Camillo Borghese, dem Herzog von Guastalla. Seither investierte Napoleon viel Ehrgeiz in etliche arrangierte Heiraten seiner Verwandten, um seine Familie mit europäischen Herrscherhäusern zu verschwägern und so auf dieselbe Stufe zu gelangen. Schon im Vorjahr hatte er seinen Onkel Joseph Fesch zum Kardinal und Erzbischof von Lyon erheben lassen.

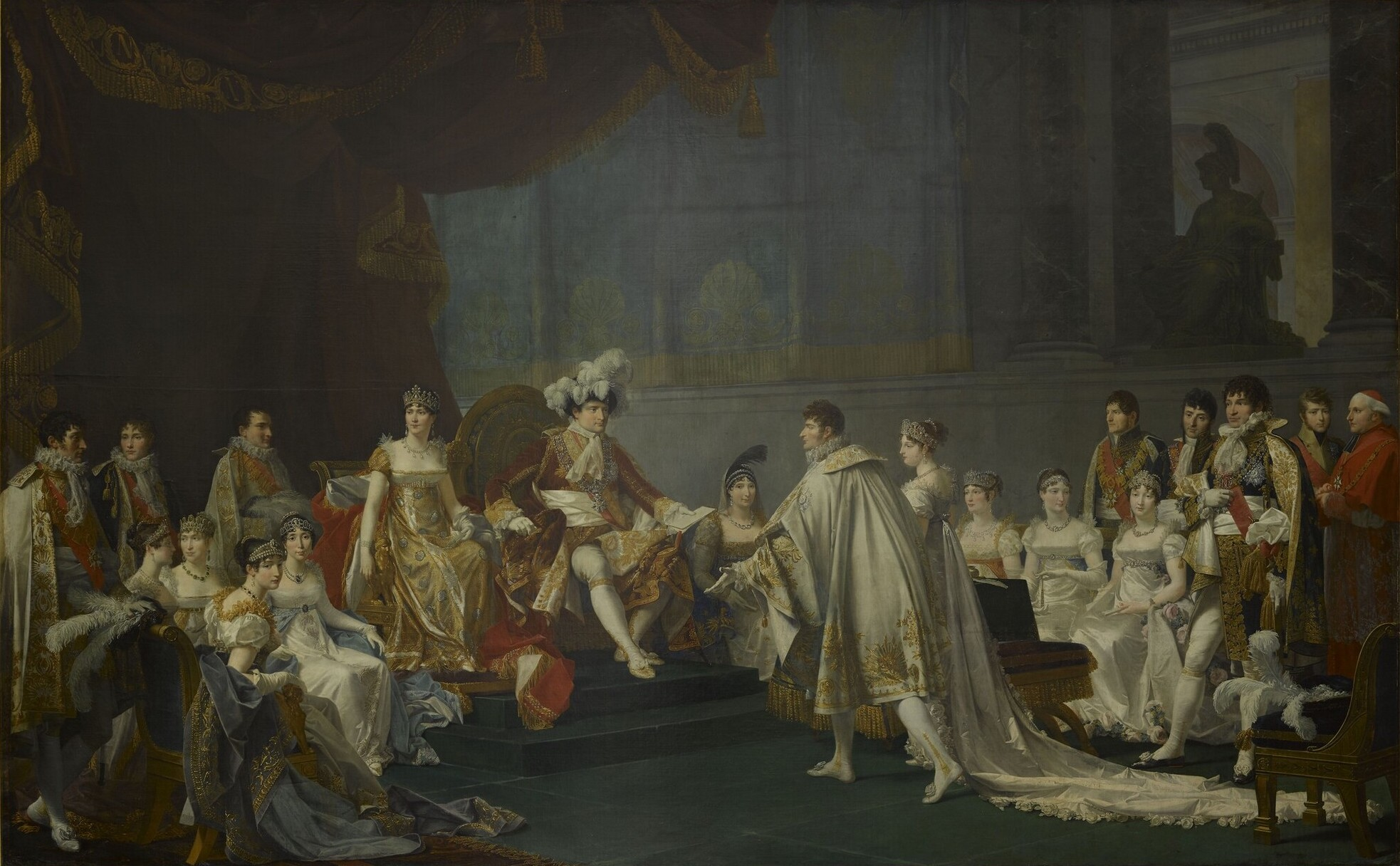
Heirat Jérômes mit Katharina von Württemberg am 22. August 1807 im Tuilerien-Palast in Paris (von Jean-Baptiste Regnault)

Ende 1803 heiratete der jüngste Bruder Jérôme in Amerika die reiche Kaufmannstochter Elizabeth Patterson aus Baltimore, doch Napoleon ließ diese Ehe in Frankreich umgehend annullieren und verweigerte der schwangeren Frau die Einreise. Stattdessen verheiratete er Jérôme, den „frischgebackenen“ König von Westphalen, 1807 mit Katharina von Württemberg, deren Vater er im Vorjahr vom Herzog zum König „befördert“ hatte (mit erheblichem Landgewinn). In gleicher Weise hatte Napoleon seinen Stiefsohn Eugène de Beauharnais, den Sohn seiner Ehefrau Joséphine aus erster Ehe, 1805 zum Vizekönig von Italien erhoben und Anfang 1806 mit Auguste von Bayern vermählt, der Tochter des verbündeten Kurfürsten, der nach seiner Zustimmung zur Verlobung eine Woche zuvor ebenfalls die Königskrone aus Napoleons Hand empfangen hatte. Eugènes Schwester Hortense de Beauharnais vermählte er mit seinem Bruder Louis Bonaparte, den er 1806 zum König von Holland machte (bis er es ihm 1810 wieder wegnahm). Louis verdächtigte seine Frau stets, ein Verhältnis mit ihrem Stiefvater Napoleon zu unterhalten. Da keine ledigen Geschwister oder Geschwisterkinder mehr zur Verfügung standen, adoptierte der Kaiser 1806 Stéphanie de Beauharnais, eine entfernte Nichte seiner Frau, um sie sogleich mit Erbprinz Karl von Baden zu verheiraten, dessen Großvater er zum Großherzog erhob. Von Joséphine, die ihm kein eigenes Kind geboren hatte, ließ er sich schließlich scheiden, um 1810 die Habsburger Kaisertochter Marie-Louise von Österreich zu ehelichen (siehe: Heirat Napoléons I. mit Marie-Louise) – nach intensiver diplomatischer Vorbereitung und Fürsprache Metternichs. Als Kaiser Franz I. Erkundigungen über die Herkunft der Familie Bonaparte einziehen ließ, soll Napoleon zu dessen Gesandtem gesagt haben: „Mein Adel datiert von Millesimo und Montenotte her“. In beiden Schlachten hatte er die Österreicher und ihre Verbündeten besiegt.
Doch nach dem Sturz des Kaisers 1814 fiel die aus Frankreich exilierte Familie umgehend auf ihren alten Status zurück und wurde vom Hochadel geschnitten, obgleich etliche alte Dynastien (wie die Häuser Bayern, Württemberg, Sachsen, Baden, Hessen, Nassau, Anhalt, Schaumburg-Lippe, Reuß jüngerer Linie) aus seiner Hand Königs-, Großherzogs-, Herzogs- oder Fürstenkronen empfangen hatten, die sie auch gerne behielten. Lediglich Zar Nikolaus I. stimmte 1839 einer Heirat seiner Tochter Marija Nikolajewna mit Maximilian de Beauharnais zu, dem Sohn Eugènes mit der Bayernprinzessin.
Nachdem Napoléon III. 1852 den Kaiserthron der Bonaparte wieder aufgerichtet und bestiegen hatte, bemühte sich der Junggeselle (und Vater zweier unehelicher Kinder) sogleich um eine standesgemäße Eheschließung, doch wurde seine Hand sowohl von Carola von Wasa-Holstein-Gottorp als auch von Adelheid zu Hohenlohe-Langenburg ausgeschlagen, weil deren Väter den (mutmaßlich kurzlebigen) „Putschkaiser“ ablehnten. Im folgenden Jahr heiratete er schließlich die spanische Gräfin Eugénie de Montijo. Doch gelang es ihm 1859, seinen Cousin Napoléon-Jérôme, gen. Plon-Plon, den Sohn Jérômes und Katharinas von Württemberg, mit Marie Clotilde von Savoyen zu verheiraten, einer Tochter des späteren Königs Viktor Emanuel II. von Italien. Die Ehe wurde zwar nicht glücklich, doch das Bündnis kam beiden Seiten zugute, dem Savoyer gelang mit französischer Unterstützung die Einigung Italiens und Frankreich erhielt mit dem Vertrag von Turin 1860 Savoyen und Nizza.
Deren Sohn Victor Napoléon (1862–1926) war schließlich der erste Bonaparte im Exil, der 1910 eine Königstochter zur Frau nahm, Clementine von Belgien, eine Urenkelin des französischen Königs Louis-Philippe I. – in einer Liebesehe, die sie erst ein Jahr nach dem Tod ihres Vaters schließen durfte. Die Patrizierfamilie aus Ajaccio schien damit endgültig im Hochadel „arriviert“. Durch die Heirat ihres Enkels Charles Napoléon 1978 mit Béatrice von Bourbon-Sizilien verbanden sich die Bonapartes erstmals direkt ehelich mit ihren politisch-dynastischen Widersachern, den Bourbonen. Deren Sohn Jean-Christophe Napoléon heiratete 2019 Olympia Gräfin von und zu Arco-Zinneberg, die Tochter einer Habsburgerin, die er am belgischen Hof kennengelernt hatte; die Hochzeitsreise führte nach Ajaccio auf Korsika, wo sein Vater als Vizebürgermeister amtierte. 2022 wurde beider Sohn Louis Napoléon geboren.

## Wohnsitze

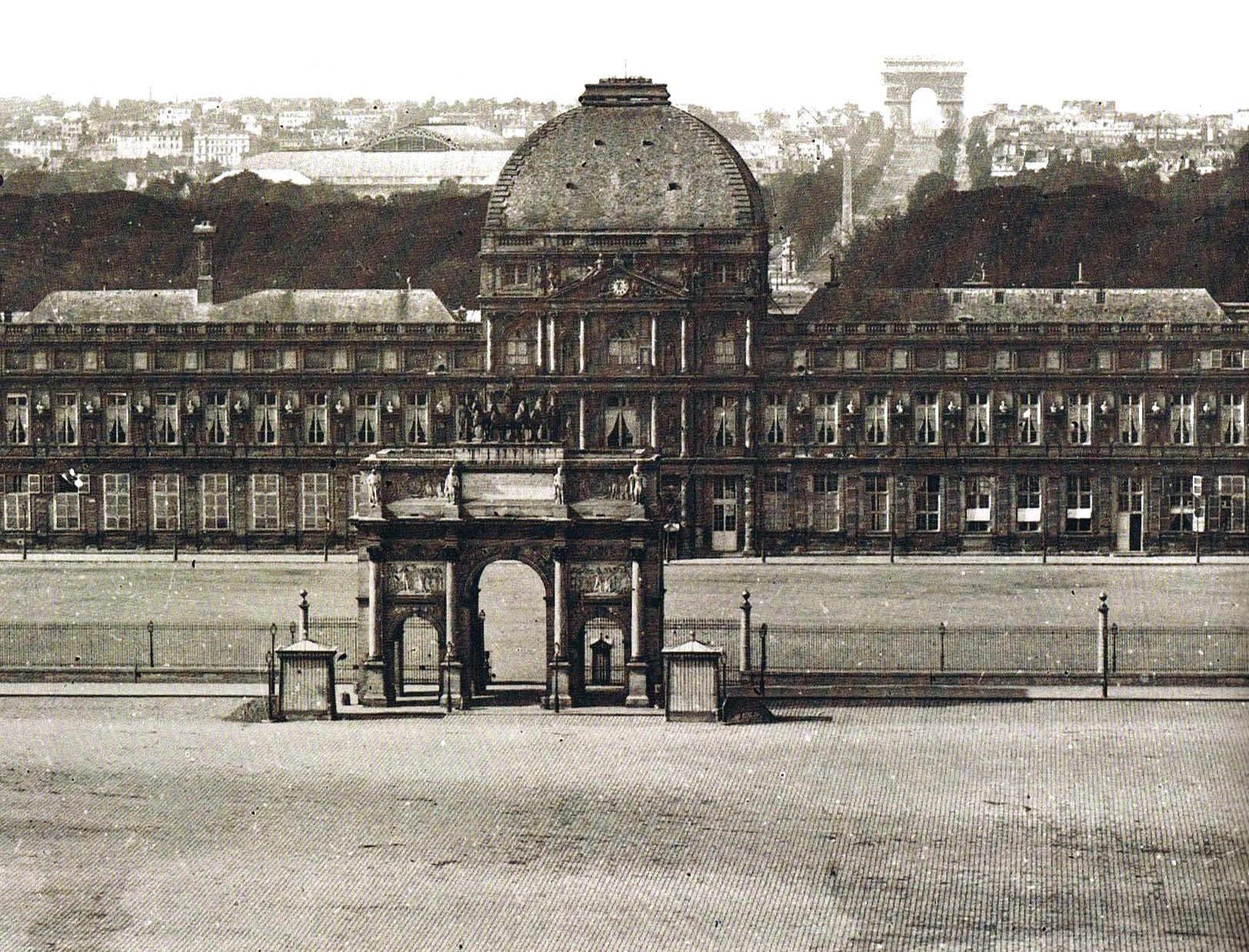
Der Tuilerien-Palast in Paris (ca. 1860)

Die beiden Bonaparte-Kaiser bewohnten zu ihren Regierungszeiten in Paris den Tuilerien-Palast. Napoleon I. und Joséphine hatten schon vor der Thronbesteigung Schloss Malmaison 1799 als Landsitz erworben, wo die Ex-Kaiserin nach ihrer Scheidung bis zu ihrem Tod lebte; 1861 kaufte Napoleon III. es zurück, heute ist es ein Museum. Napoleon I. nutzte außerdem die bourbonischen Königsschlösser Fontainebleau, Grand Trianon und Compiègne, Napoleon III. bevorzugte ebenfalls Compiègne, daneben das südfranzösische Königsschloss Pau sowie in Nordfrankreich das von ihm neugotisch wieder aufgebaute Schloss Pierrefonds. Andere Familienmitglieder bewohnten in Paris verschiedene Hôtels Particuliers und zeitweilig die Residenzen der von ihnen regierten Länder. Die Stilrichtungen des Empire und des Second Empire symbolisieren die beiden Kaiserreiche.
Als Exilsitze der Familie fungierten etwa in der Schweiz das Schloss Prangins am Genfersee (für Joseph Bonaparte) und das Schloss Arenenberg am Bodensee (für Königin Hortense), das noch bis 1906 ihrer Schwiegertochter, der Kaiserin Eugénie gehörte und heute mit historischer Ausstattung zu besichtigen ist. Hortenses getrennt lebender Mann, Louis, erwarb in Florenz 1825 den Palazzo Gianfigliazzi Bonaparte. Joseph emigrierte von 1815 bis 1832 in die USA, Lucien lebte als Hobby-Archäologe in Italien, Jérôme zuerst in Österreich und im österreichischen Triest, dann im Kirchenstaat, zuletzt in der habsburgischen Toskana und mit Beginn des Zweiten Kaiserreichs wieder in Frankreich. Die Mutter Laetitia Ramolino, die sich ein erhebliches Vermögen erspart hatte und ihren Kindern das Leben im Exil weitgehend finanzierte, bewohnte in Rom von 1818 bis zu ihrem Tod 1836 den Palazzo Bonaparte. In Prangins-Promenthoux erbaute sich später Napoléon Joseph Charles Paul Bonaparte (genannt Plon-Plon), ein Sohn Jérômes, zuerst die Villa de Prangins (die er nach dem Zusammenbruch des Zweiten Kaiserreichs verkaufte) und dann 1870 die Villa La Bergerie de Prangins, die seinen Nachfahren bis heute gehört. Sein Sohn Victor Bonaparte (1862–1926) schenkte 1924 die Maison Bonaparte in Ajaccio (Korsika), das Geburtshaus Napoleons I., dem französischen Staat, aus dem er verbannt war, heute ein Museum.
Die sterblichen Überreste von Napoleon I. wurden 1840 aus St. Helena in den Invalidendom in Paris überführt. Napoleon III. hatte vorgesehen, sich selbst und seine künftigen Nachfolger in der Hilduin-Krypta der Kathedrale von Saint-Denis − neben den französischen Königen der kapetingischen Dynastien − bestatten zu lassen, wie es bereits Napoleon I. zu seinen Regierungszeiten geplant hatte. Er starb aber im englischen Exil und wurde dort in der kaiserlichen Krypta der Sankt-Michaels-Abtei in Farnborough bestattet, ebenso seine Frau Eugénie und ihr einziger Sohn Napoléon Eugène Louis Bonaparte. In der Pariser Kirche St-Augustin sollten nach dem Willen Napoleons III. eigentlich die Prinzen und Prinzessinnen der kaiserlichen Familie bestattet werden; dazu kam es aber aufgrund des zweiten Exils der Familie nicht. Stattdessen benutzen die Bonaparte als Grablege bis heute die Chapelle Impériale in Ajaccio, welche Napoleon III. 1857 für die Eltern von Napoleon I. hatte errichten lassen.

## Stammliste
1. Sebastiano Nicola Buonaparte (1683–1720/1760) – verheiratet mit Maria Anna Tusoli (1690–1760)
  1. Giuseppe Maria Buonaparte (1713–1763) – verheiratet mit Maria Saveria Paravisini (1715–1750); siehe dort zur älteren Stammfolge
    1. Carlo Maria Buonaparte (1746–1785) – verheiratet mit Laetitia Ramolino (1750–1836), genannt „Madame Mère“
      1. Joseph Bonaparte (1768–1844) – 1806–1808 König von Neapel, 1808–1813 König von Spanien; verheiratet mit Julie Clary, der Schwester der späteren Königin Desideria von Schweden
        1. Zénaïde Laetitia Julie Bonaparte (* 8. Juli 1801; † 8. August 1854) – ⚭ 1822 Charles Lucien Jules Laurent Bonaparte
        2. Charlotte Napoléone Bonaparte (1802–1839) – ⚭ 1825 Napoléon Louis Bonaparte (1804–1831)

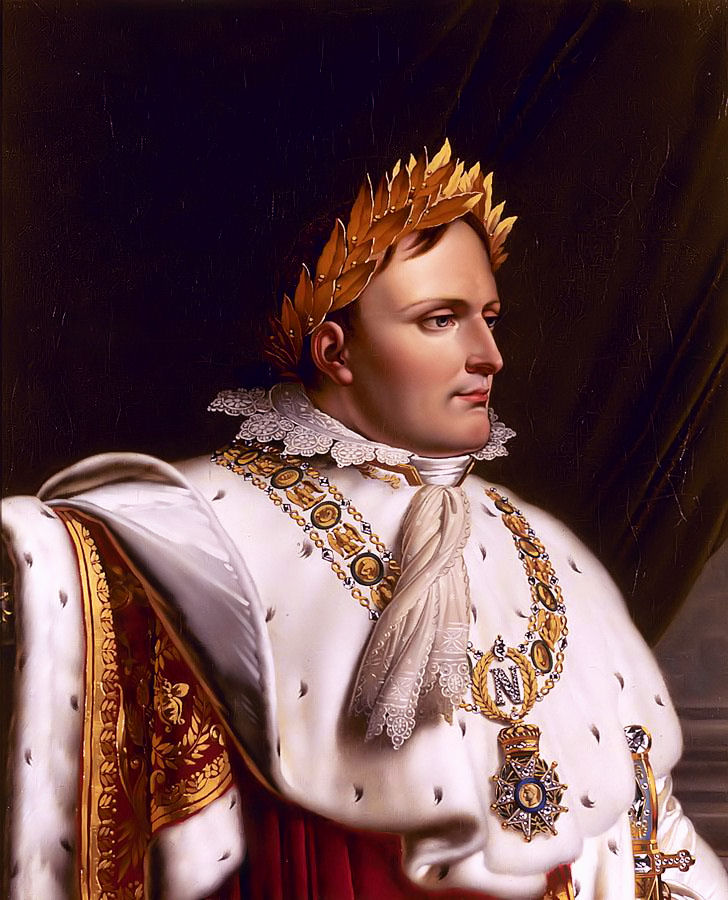
Napoléon Bonaparte (1769–1821), Kaiser der Franzosen

Wappen Napoleons I. als Kaiser der Franzosen

      2. Napoléon Bonaparte (1769–1821), Kaiser der Franzosen Wappen Napoleons I. als Kaiser der Franzosen Napoléon Bonaparte (1769–1821), 1804 Kaiser der Franzosen – (I) ⚭ 1796 Joséphine de Beauharnais; (II) ⚭ 1810 Marie-Louise von Österreich:
        1. Napoleon Franz Bonaparte (1811–1832) – 1811 König von Rom, gilt in der Zählung als Napoleon II., hat aber nie regiert

      3. Lucien Bonaparte (1775–1840) – 1799 Präsident des Rates der Fünfhundert, seit 1814 päpstlicher Principe de Canino e Musignano; ⚭ I) 1794 Christine Boyer (1773–1800, vier Kinder, davon zwei frühverstorben); ⚭ II) 1803 Alexandrine de Bleschamp (neun Kinder)
        1. Filistine Charlotte (1796–1865), Princesse de Canino, ⚭ 1815 Mario Gabrielli, Marchese di Prossedi (1773–1841); ⚭ 1842 Settimo Centamori († 1866)
        2. Christine-Egypta (1798–1847), Princesse de Canino, ⚭ 1818–1824 Graf Arvid Posse (1782–1826); ⚭ 1824 Lord Dudley Stuart (1803–1854)
        3. Charles Lucien Jules Laurent Bonaparte (1803–1857), 2. Principe de Canino e Musignano – Ornithologe – ⚭ 1822 Zenaïde Charlotte Julie Bonaparte (1801–1854)
          1. Joseph Bonaparte (* 31. Januar 1824; † 2. September 1865), 3. Principe de Canino e Musignano
          2. Lucian Bonaparte (* 15. November 1828; † 19. November 1895), 4. Principe de Canino e Musignano – ab 1868 Kardinal
          3. Julie Bonaparte (* 6. Juni 1830; † 28. Oktober 1900) ⚭ Alessandro del Gallo, Marchese de Roccagiovine
          4. Charlotte Bonaparte (* 4. März 1832; † 10. September 1901) ⚭ Pietro, Conte Primoli di Foglia
          5. Marie Desirée Bonaparte (* 18. März 1835; † 28. August 1890) ⚭ Paolo, Conte Campello della Spina
          6. Augusta Bonaparte (* 9. November 1836; † 29. März 1900) ⚭ Placido Gabrielli, Principe di Prossedi
          7. Napoléon Charles (* 5. Februar 1839; † 12. Februar 1899), 5. Principe de Canino e Musignano, ⚭ Cristina Ruspoli a.d.H. der Fürsten von Cerveteri
            1. Zénaïde Eugénie Bonaparte (1860–1862)
            2. Maria Bonaparte (1870–1947) ⚭ General Enrico Gotti
            3. Eugénie Laetitia Bonaparte (1872–1949) ⚭ Léon Napoléon Ney, 4. Prince de la Moskowa (gesch. 1903)

          8. Mathilde Bonaparte (* 26. November 1840; † 4. Juni 1861) ⚭ Louis, comte de Cambacérès

        4. Letitia Bonaparte (* 1. Dezember 1804; † 15. März 1871); ⚭ 1821 Sir Thomas Wyse (1791–1862), 1828 getrennt, danach außereheliche Beziehung zu Studholme John Hodgson (1803–1890)
          1. Napoléon Alfred Bonaparte-Wyse (1822–1895)
          2. William Bonaparte-Wyse (1826–1892), irischer Soldat und Dichter
          3. Adelina Bonaparte Wyse (1838–1899); ⚭ 1861 István Türr (1825–1908), ungarischer Aufständischer, Ingenieur und Politiker.
          4. Marie-Lætitia Bonaparte-Wyse (1831–1902), französische Schriftstellerin in Salonnière
          5. Lucien Bonaparte-Wyse (1845–1909), französischer Ingenieur und Marinesoldat

        5. Jeanne Bonaparte (* 22. Juli 1807; † 1828)
        6. Paul Marie Bonaparte (* 3. November 1808; † 5. Dezember 1827)
        7. Louis Lucien Bonaparte (* 4. Januar 1813; † 3. November 1891) ⚭ Maria Anna Cecchi (getrennt 1850, † 1891), ⚭ 1891 Clémence Richard 
          1. Louis Clovis Bonaparte (1859–1894), Sohn mit der zweiten Ehefrau

        8. Pierre Napoleon Bonaparte (* 11. Oktober 1815; † 7. April 1881) ⚭ Éléonore-Justine Ruflin (* 1. Juli 1832; † 13. Oktober 1905)
          1. Roland Bonaparte (1858–1924), 6. Principe de Canino e Musignano – Reiseschriftsteller ⚭ Marie-Félix Blanc (1859–1882), Tochter von François und Marie Blanc
            1. Marie Bonaparte (1882–1962) – französische Psychoanalytikerin – ⚭ 1907 Georg von Griechenland
              1. Petros von Griechenland (1908–1980)
              2. Evgenia von Griechenland (1910–1989)

        9. Antoine Bonaparte (* 31. Oktober 1816; † 28. März 1877) – 1848 Mitglied der Nationalversammlung
        10. Alexandrine Marie Bonaparte (* 12. Oktober 1818; † 20. August 1874)
        11. Konstanze Bonaparte (* 30. Januar 1823; † 5. September 1876) – Äbtissin in Rom

      4. Elisa Bonaparte (1777–1820), eigentlich Marie Anna – 1805 Fürstin von Lucca und Piombino, 1809 Großherzogin der Toskana – ⚭ 1. Mai 1797 Félix Baciocchi
        1. Elisa-Napoléone Baciocchi (* 3. Juni 1806 † 3. Februar 1869), ⚭ Filippo, Graf Camerata-Passionei di Mazzolini
          1. Charles Félix Jean-Baptiste Camerata-Passionei di Mazzolini (* 20. September 1826 † 4. März 1853)

        2. Frédéric Napoléon Baciocchi (* 10. August 1814 † 7. April 1833)

      5. Louis Bonaparte (1778–1846), 1806 König von Holland – ⚭ 1802 Hortense de Beauharnais (1783–1837), 1806 Königin von Holland
        1. Napoléon Charles Bonaparte (1802–1807)
        2. Napoléon Louis Bonaparte (1804–1831) – 1809 Großherzog von Kleve und Berg, ⚭ 1825 Charlotte Napoléone Bonaparte

Wappen Napoleons III.
als Kaiser der Franzosen

        3. Napoléon III. (1808–1873), Kaiser der FranzosenWappen Napoleons III.
als Kaiser der FranzosenNapoléon III. (1808–1873), geboren als Charles Louis Napoléon Bonaparte – 1852–1870 Kaiser der Franzosen – ⚭ 1853 Eugénie de Montijo, 1853–1870 Kaiserin der Franzosen

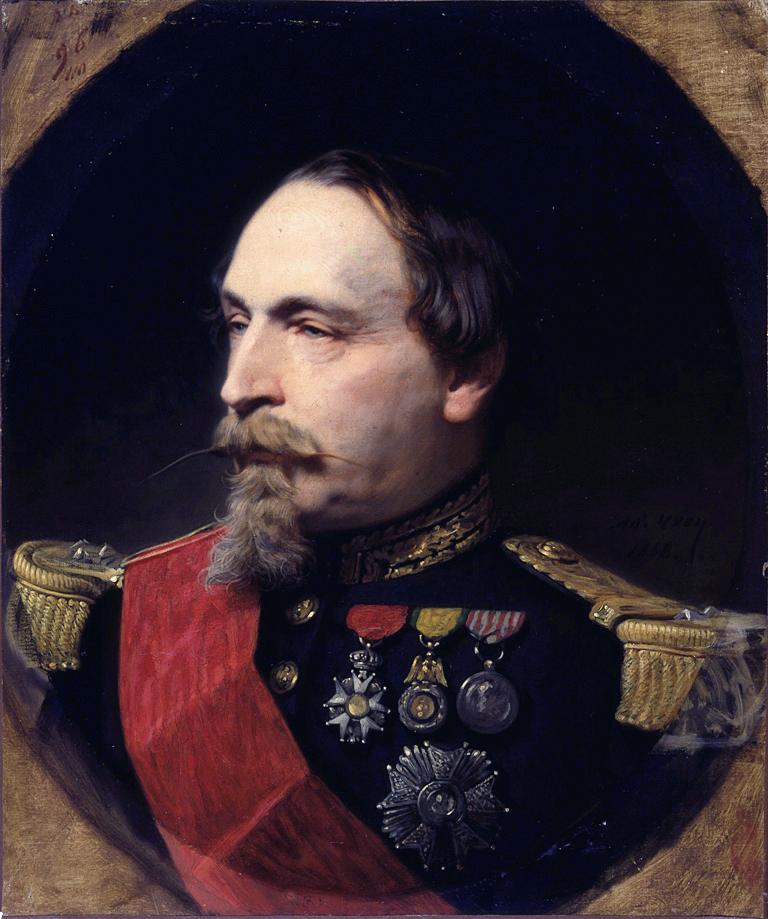
Napoléon III. (1808–1873), Kaiser der Franzosen

          1. Napoléon Eugène Louis Bonaparte (1856–1879) – 1874 als Napoleon IV. proklamiert, gen. Lulu, gefallen im Zulukrieg

      6. Pauline Bonaparte (1780–1825), eigentlich Charlotta  – ⚭ 1797 Charles Victoire Emmanuel Leclerc (1772–1802); ⚭ 1803 Camillo Borghese, Herzog von Guastalla
        1. Louis Napoléon Leclerc (* April 1798; † 14. August 1804)

      7. Caroline Bonaparte (1782–1839), eigentlich Annunciata – ⚭ 1800 Joachim Murat, 1806 Großherzogin von Berg, 1808 Königin von Neapel
        1. Napoléon Achille Murat (1801–1847), ⚭ 1826 Catherine Willis Gray, Großnichte von George Washington
        2. Letizia Murat (1802–1859), ⚭ 1823 Guido Taddeo Pepoli (1789–1852)
          1. Gioacchino Pepoli (1825–1881), ⚭ 1844 Friederike von Hohenzollern-Sigmaringen (1820–1906), Schwester des Fürsten Karl Anton von Hohenzollern-Sigmaringen (1811–1885, preußischer Ministerpräsident 1858–1862)

        3. Napoléon Lucien Murat (1803–1878), ⚭ 1831 Carolina Georgina Frazer
          1. Louis Napoléon Murat (1851–1912), ⚭ 1873 Eudoxia Michailowna Somowa (1851–1924)

        4. Louise Julie Murat (1805–1889)

      8. Jérôme Bonaparte (1784–1860) – 1807 König von Westphalen – (I) ⚭ 1803 Elizabeth Patterson (1785–1879); (II) ⚭ 1807 Katharine von Württemberg (1783–1835), Tochter von König Friedrich I. von Württemberg, ⚭ 1853 (III) Giustina Pecori-Suárez
        1. Jérôme Bonaparte-Patterson (1805–1870), ⚭ 1829 Susan May Williams
          1. Jérôme Napoléon Bonaparte-Patterson II. (1830–1893)
            1. Louise-Eugénie Bonaparte-Patterson (1873–1923), ⚭ 1896 Graf Adam Carl von Moltke-Hvitfeld (1864–1944)
            2. Jérôme Napoléon Charles Bonaparte-Patterson (1878–1945), ⚭ 1914 Blanche Pierce Stenbeigh (1872–1950)

          2. Charles Joseph Bonaparte (1851–1921) – 1905–1906 US-amerikanischer Marineminister, 1906–1909 Justizminister, gründet 1908 das Bureau of Investigation, das spätere FBI, ⚭ 1875 Ellen Channing (1852–1924)

        2. Jérôme Napoléon Charles Bonaparte (1814–1847) – Prinz von Montfort, württembergischer Oberst
        3. Mathilde Lätitia Wilhelmine Bonaparte (1820–1904) – (I) ⚭ Anatole Demidoff di San Donato (1813–1870); (II) ⚭ Claudius Popelin (1825–1892)
        4. Napoléon Joseph Charles Paul Bonaparte (1822–1891), gen. Plon-Plon – ⚭ 1859 Marie Clotilde von Savoyen (1843–1911), Tochter von König Viktor Emanuel II. von Italien
          1. Victor Bonaparte, Prince Napoléon (* 18. Juli 1862; † 3. Mai 1926) (N. V.)– ⚭ Clementine von Belgien (1872–1955)
            1. Louis Napoléon (* 23. Januar 1914; †  3. Mai 1997) (N. VI.) ⚭ Alix Comtesse de Foresta
              1. Charles Napoléon (* 1950) (N. VII.) ⚭ 1978 Béatrice de Bourbon-Siciles (* 1950)
                1. Caroline Marie Constance Napoléon (* 24. Oktober 1980)
                2. Jean-Christophe Napoléon (* 11. Juli 1986) (N. VIII.) ⚭ 2019 Olympia Gräfin von und zu Arco-Zinneberg (* 1988)
                  1. Louis Napoléon (* 7. Dezember 2022)

                3. Sophie Cathérine Napoléon (* 18. April 1992)

              2. Jérôme Napoléon (* 14. Januar 1957)

          2. Ludwig Bonaparte (* 16. Juli 1864; † 14. Oktober 1932) – russ. General
          3. Maria Letizia Bonaparte (1866–1926) – ⚭ Amadeus von Savoyen (1845–1890)

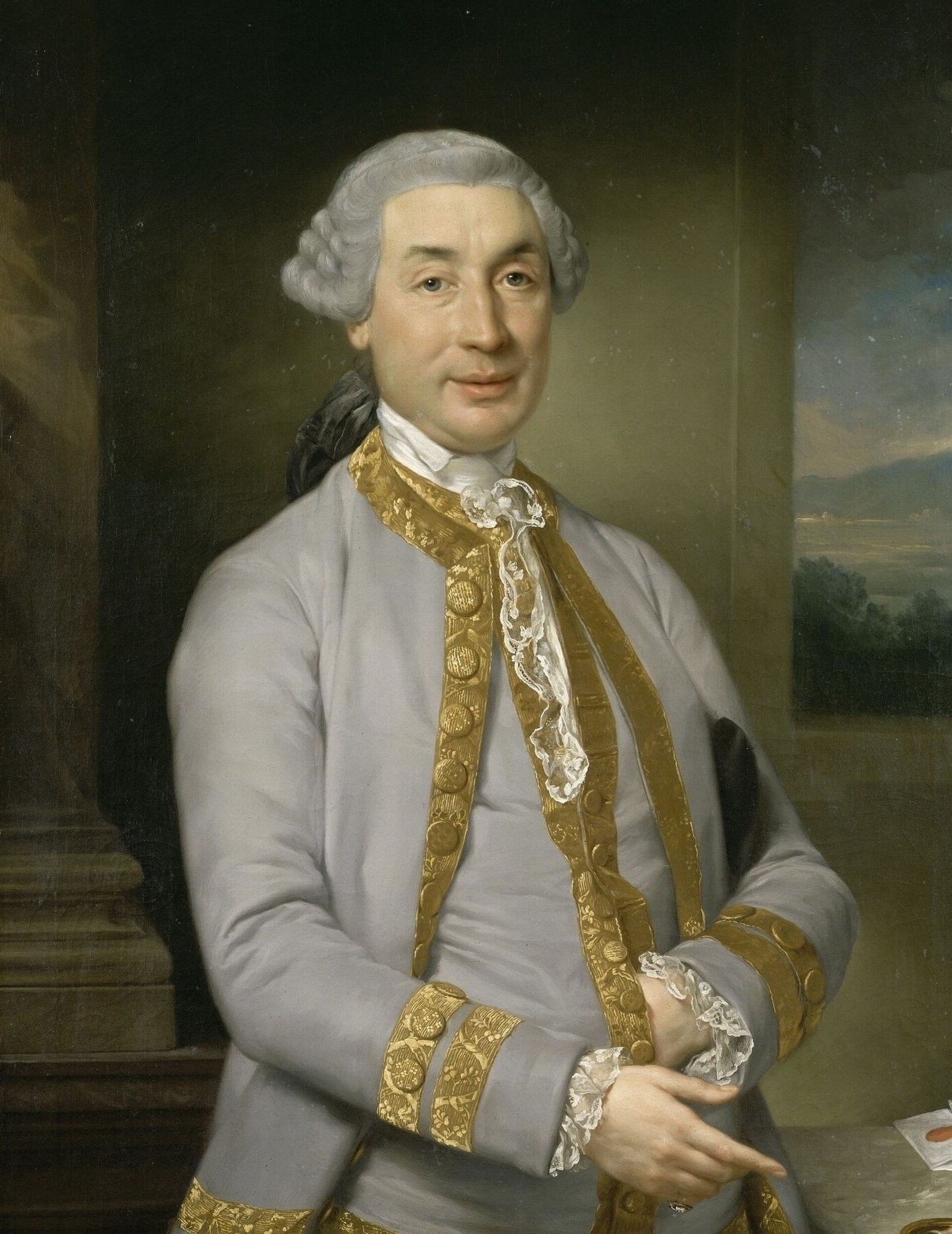
Carlo Buonaparte (1746–1785), Vater Napoleons I.
Laetitia Ramolino (1750–1836), „Madame Mère“, Mutter Napoleons I.
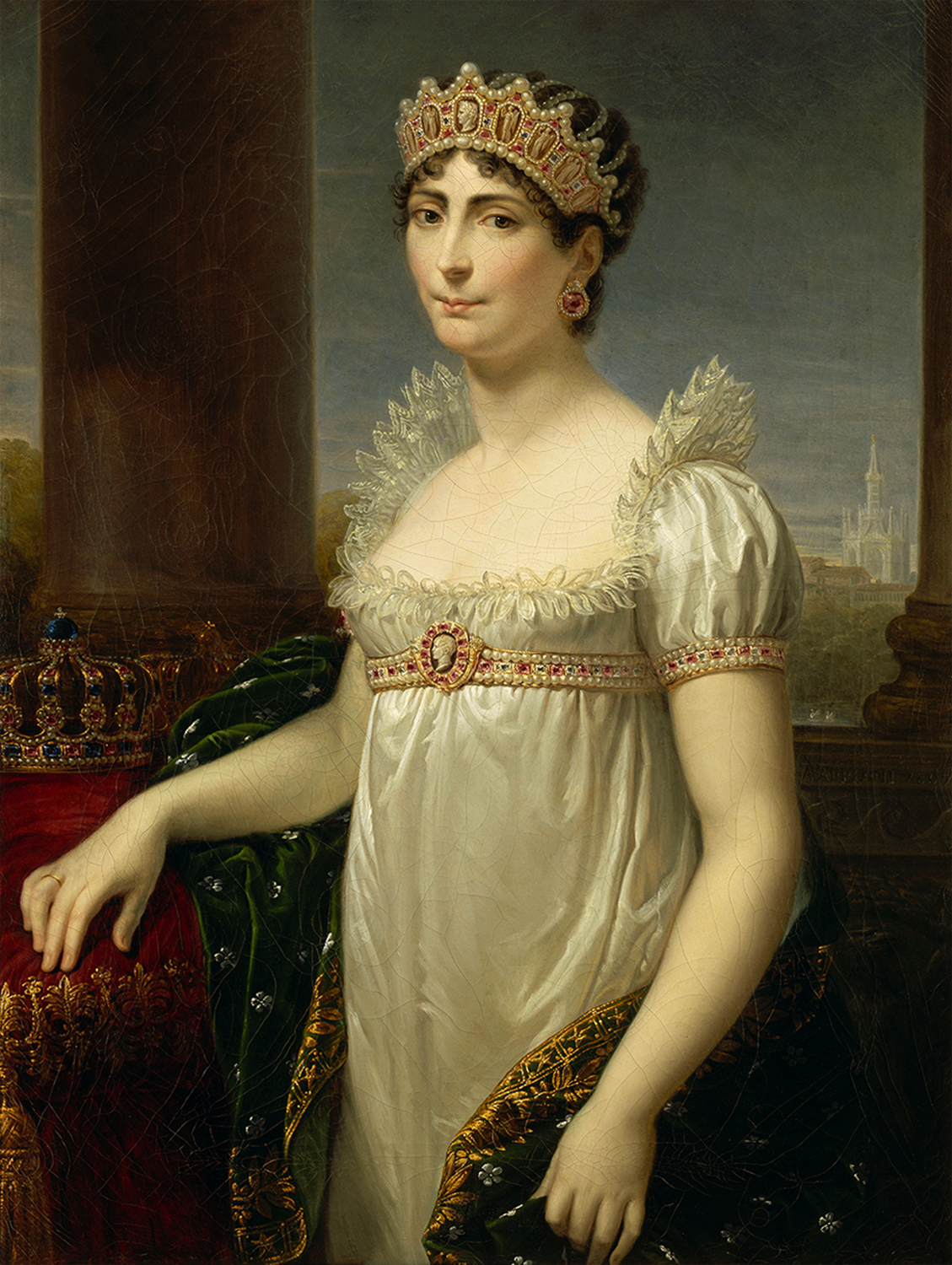
Joséphine de Beauharnais (1763–1814), erste Gemahlin Napoleons I.
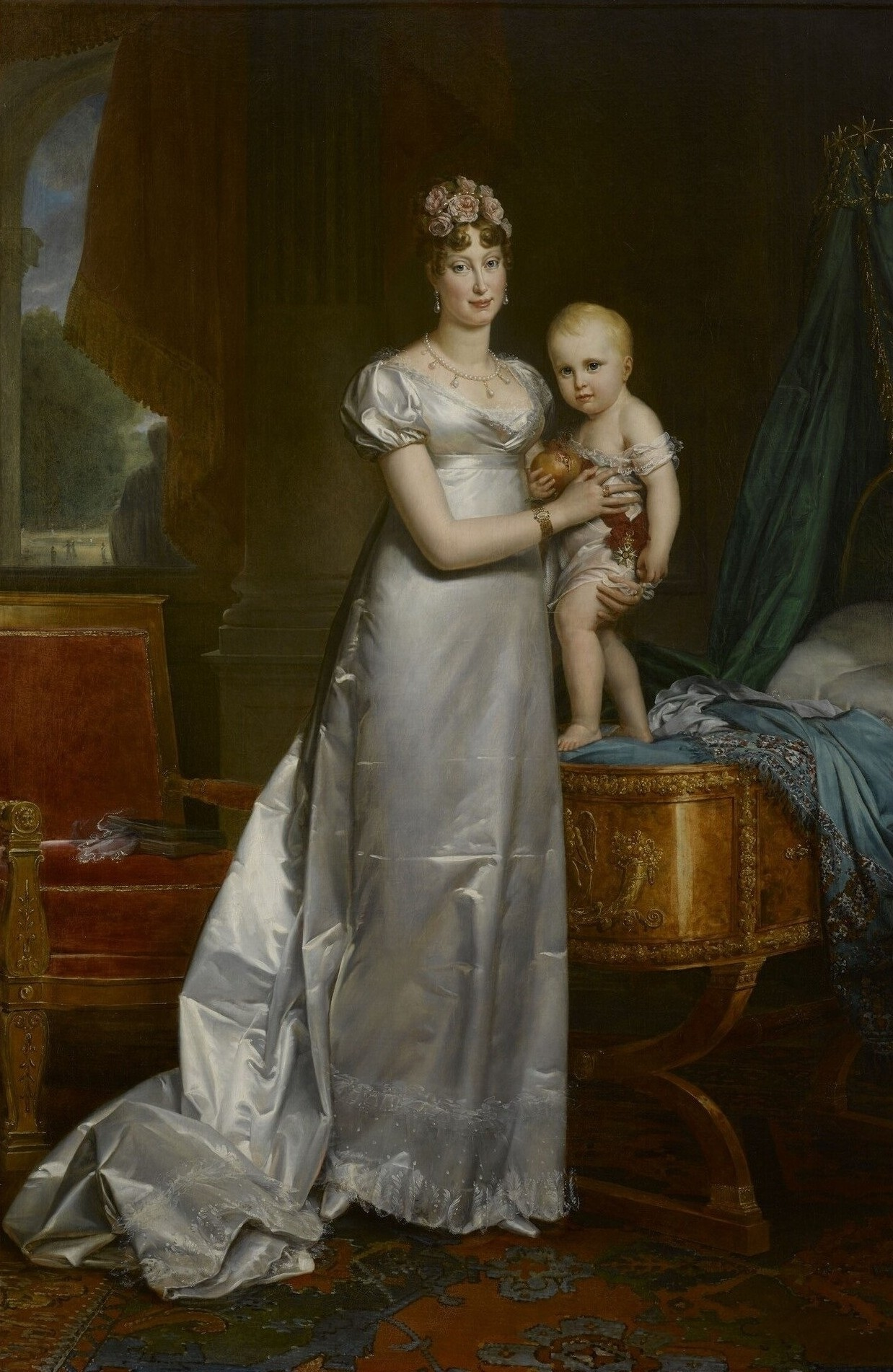
Marie-Louise von Österreich (1763–1814), zweite Gemahlin Napoleons I. (mit dem Sohn Napoleon II.)
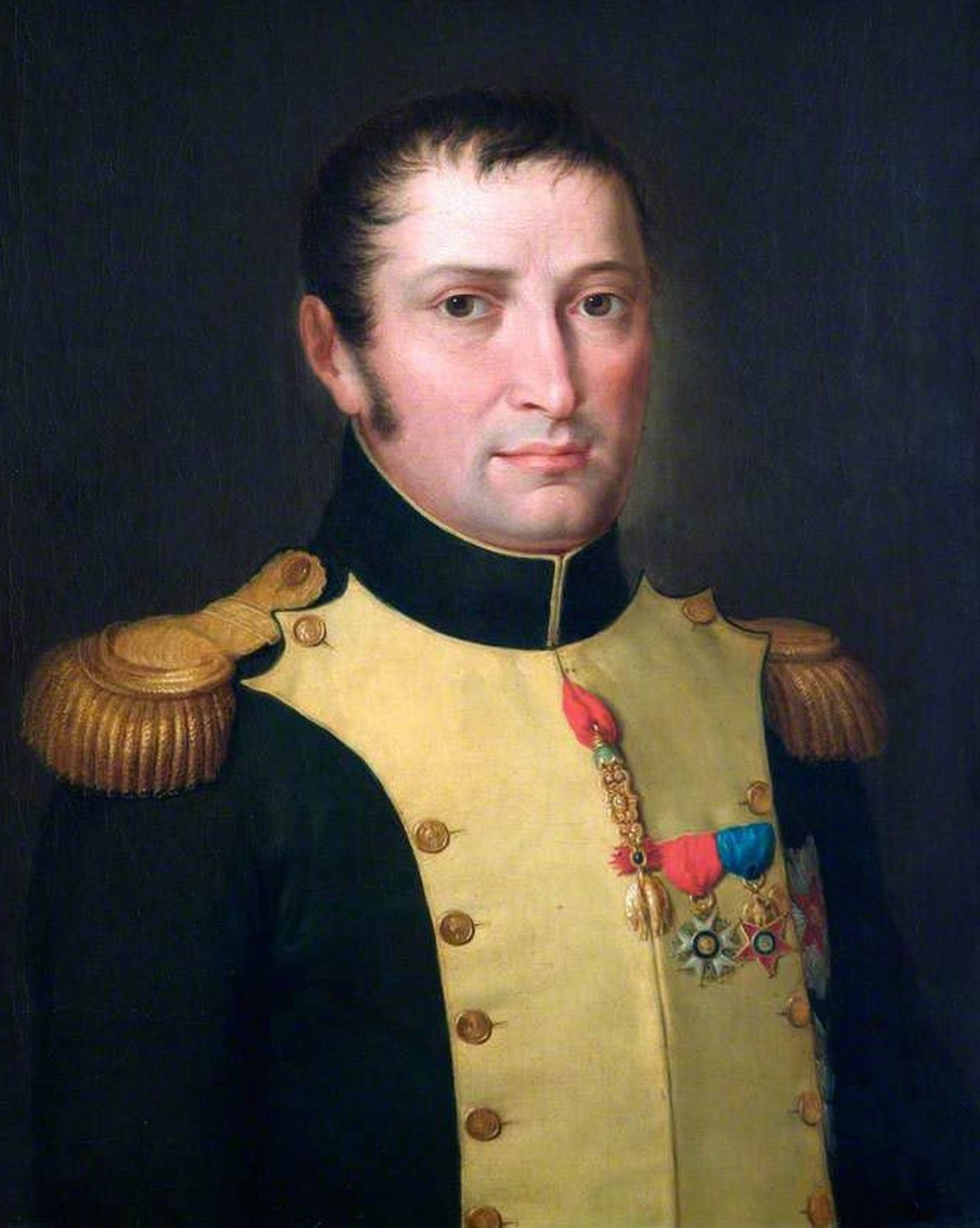
Joseph Bonaparte (1768–1844), König von Neapel und Spanien (Bruder Napoleons I.)
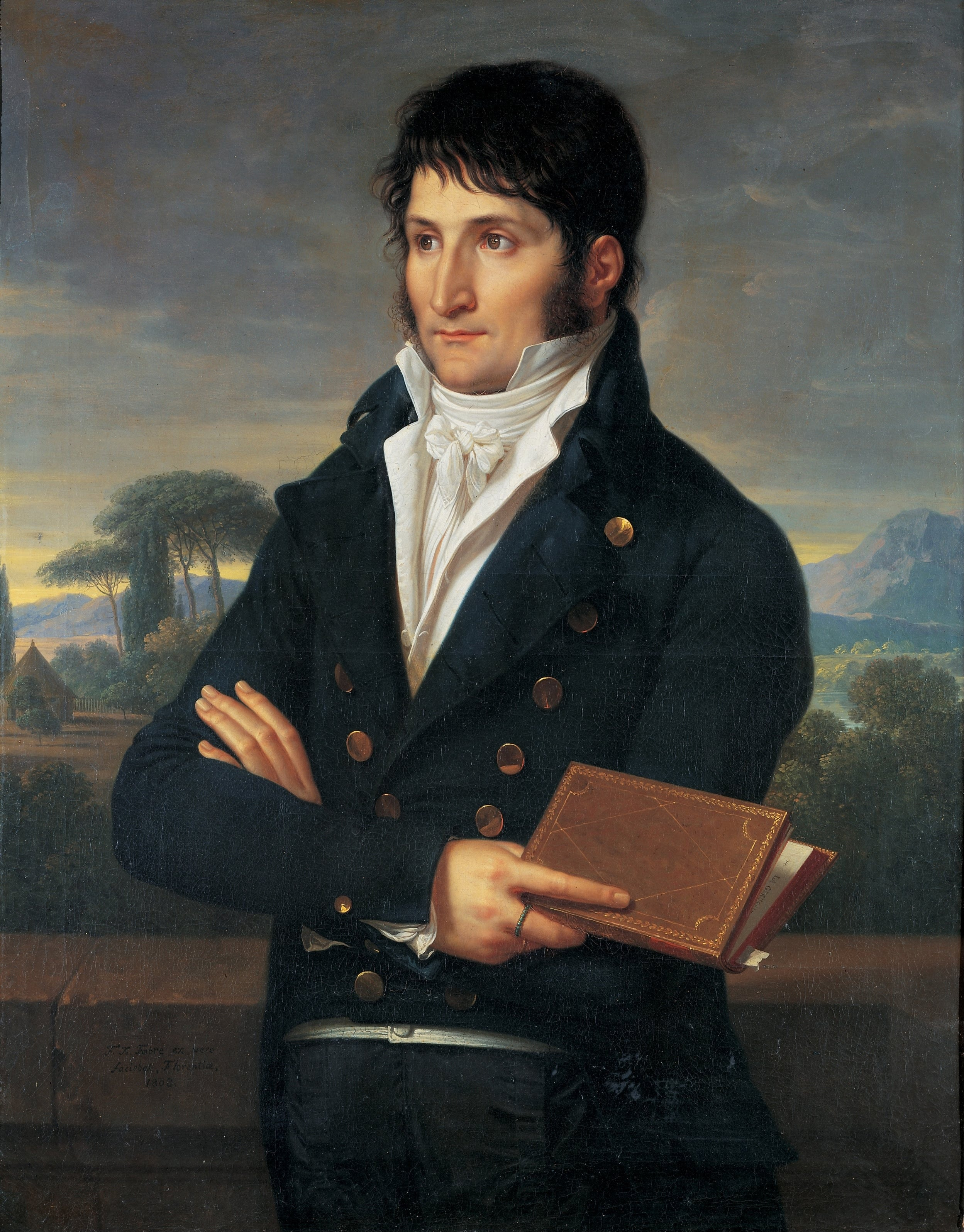
Lucien Bonaparte (1775–1840), Bruder Napoleons I.,  1799 Präsident des Rates der Fünfhundert
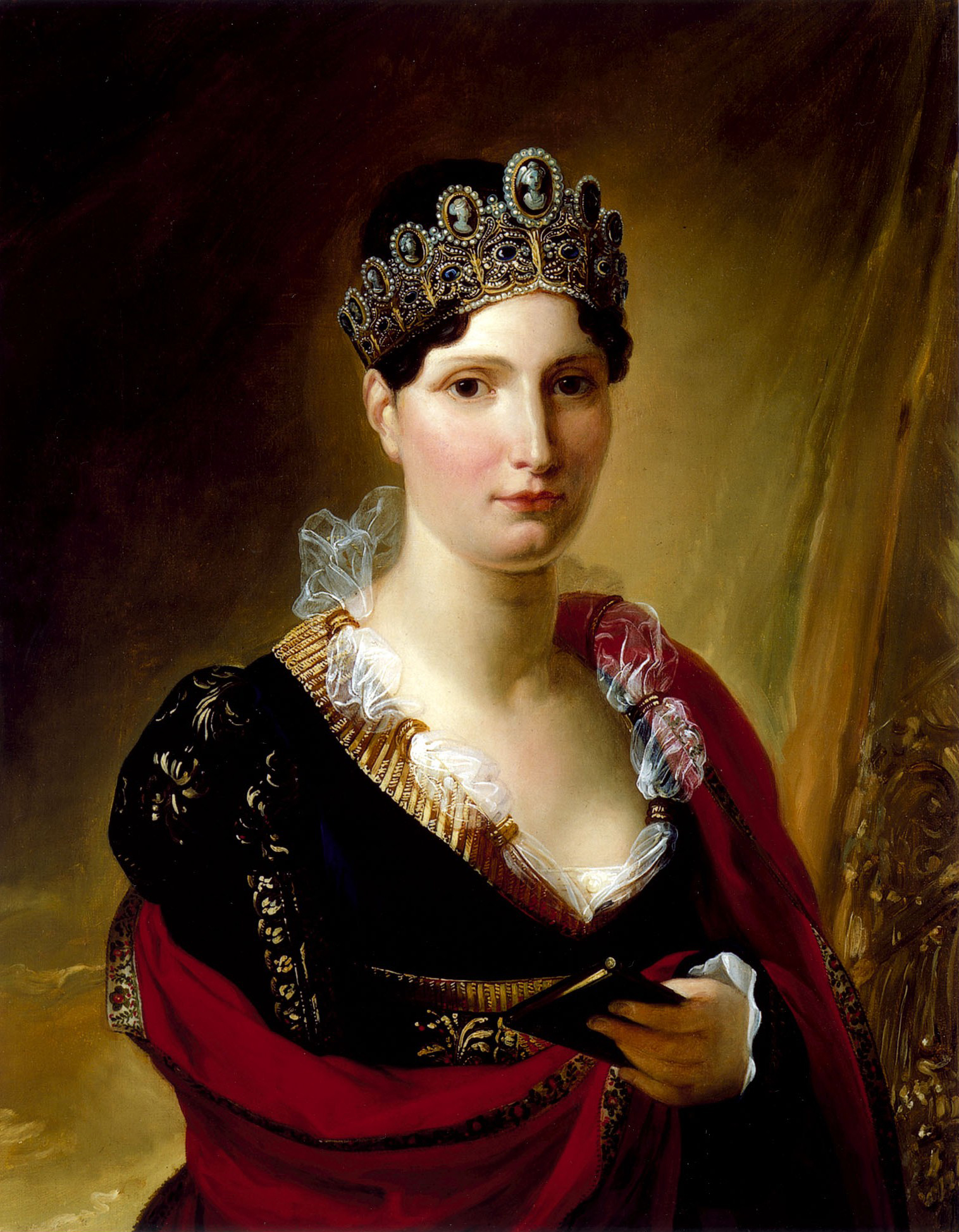
Elisa Bonaparte-Baciocchi (1777–1820), Großherzogin der Toskana (Schwester Napoleons I.)
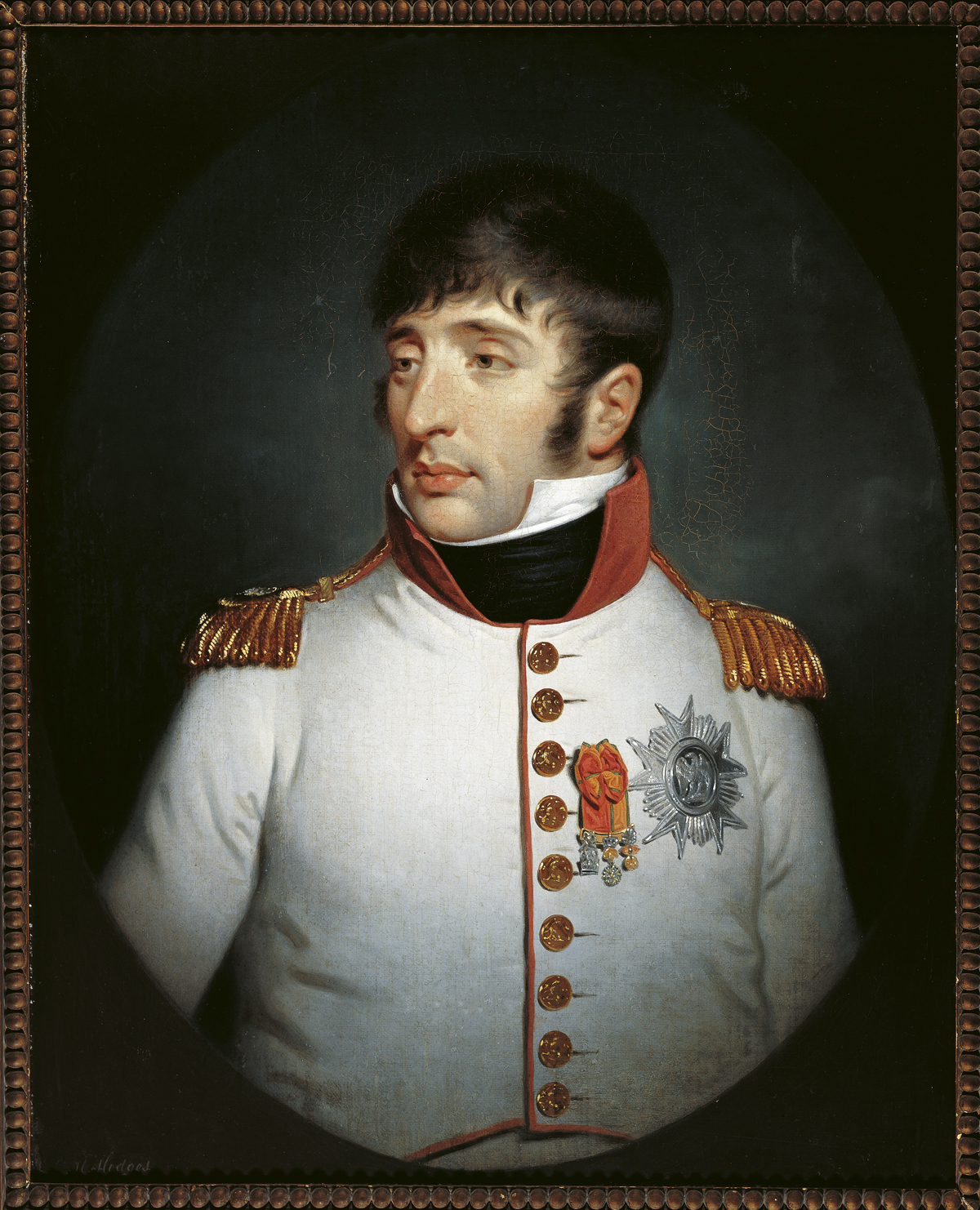
Louis Bonaparte (1778–1846), König von Holland (Bruder Napoleons I.)
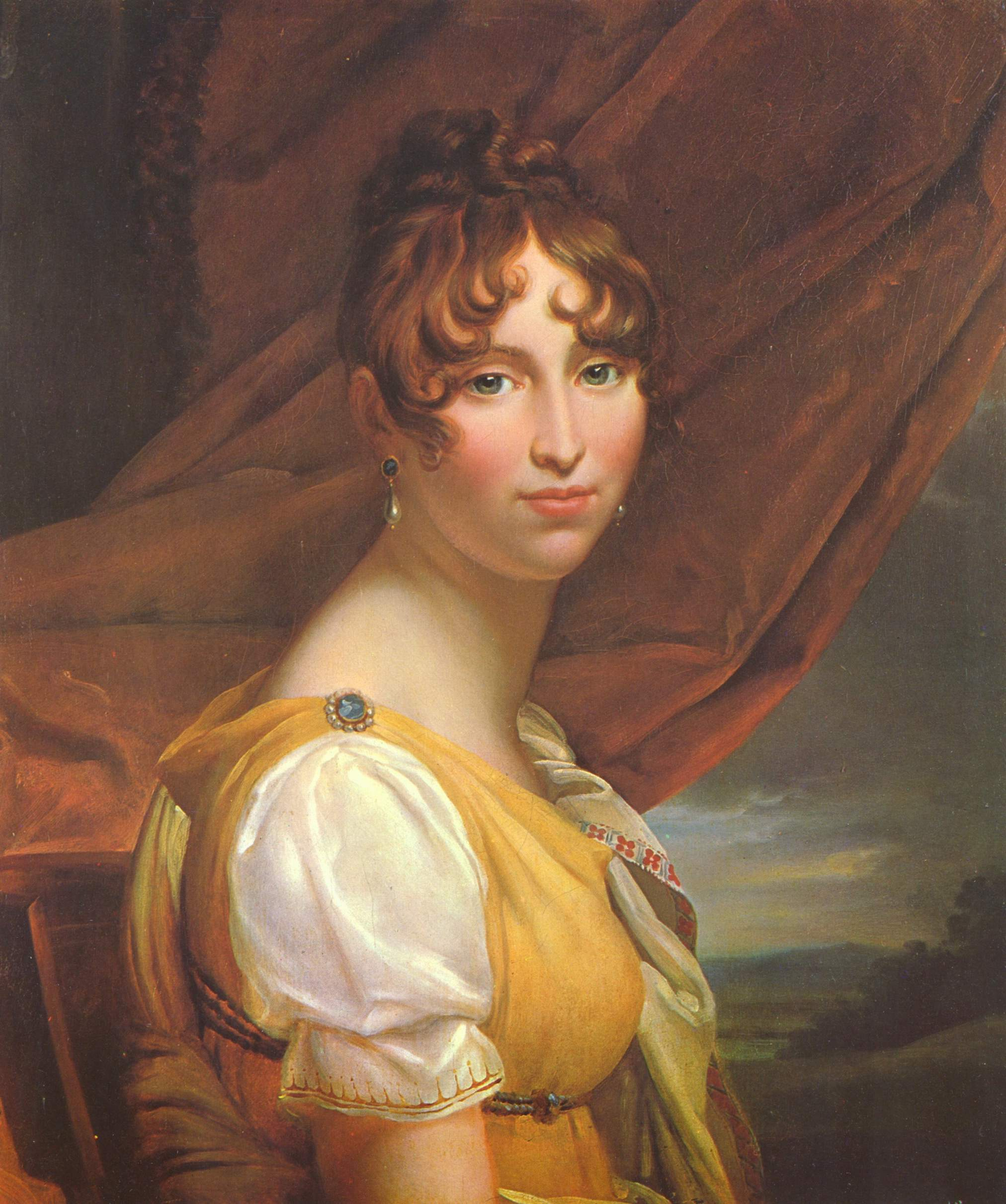
Hortense de Beauharnais (1783–1837), Königin von Holland (Gemahlin von Louis, Stieftochter Napoleons I. und Mutter Napoleons III.)
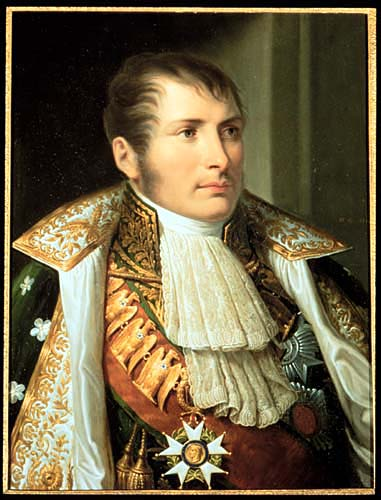
Eugène de Beauharnais (1781–1824), (Bruder der Hortense, Stief- und Adoptivsohn Napoleons I.)
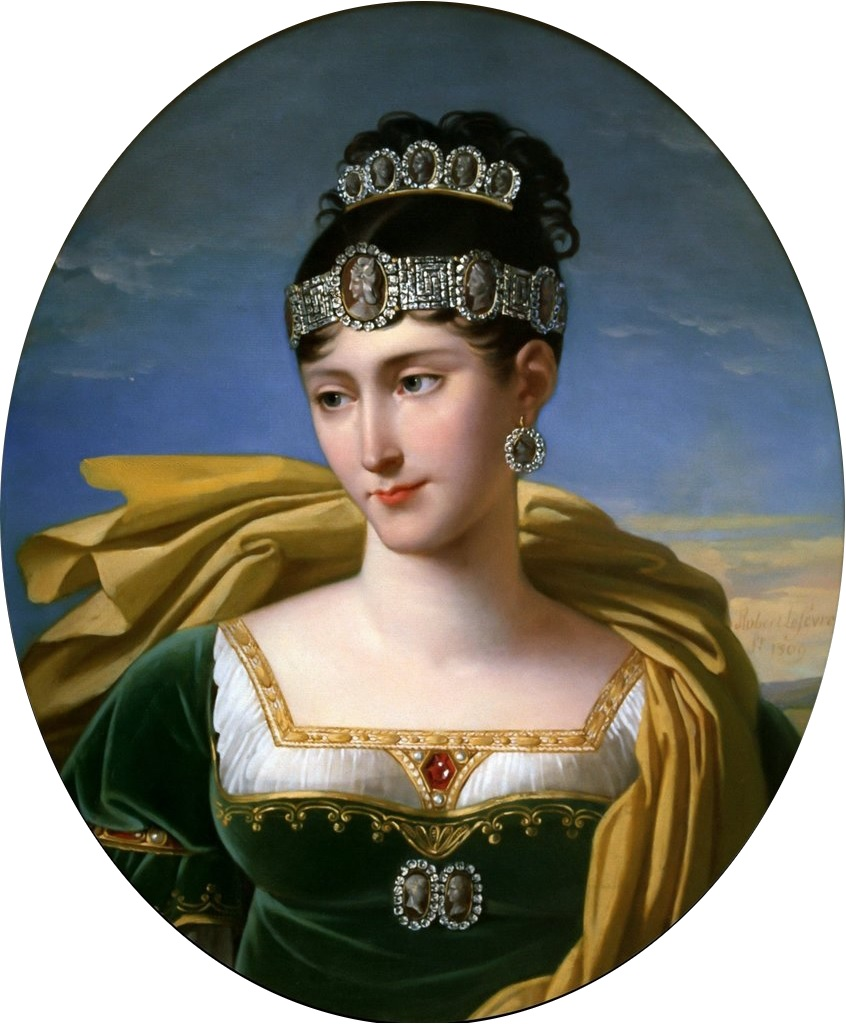
Pauline Bonaparte-Borghese (1780–1825), Herzogin von Guastalla (Schwester Napoleons I.)
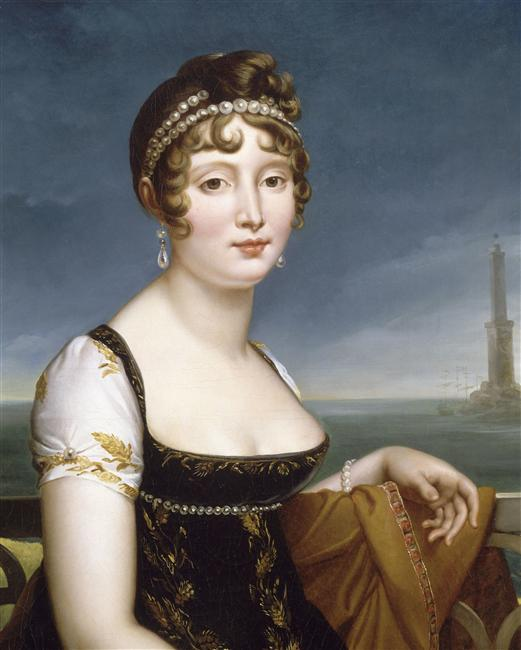
Caroline Bonaparte-Murat (1782–1839), Königin von Neapel (Schwester Napoleons I.)
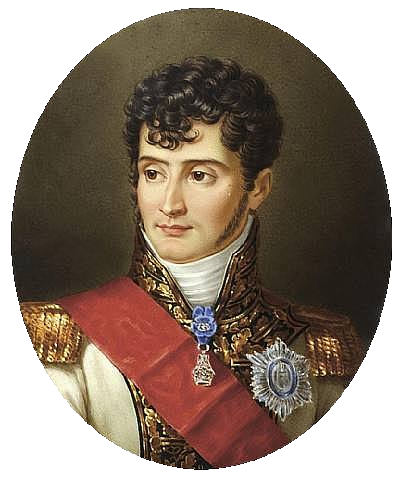
Jérôme Bonaparte (1784–1860), König von Westphalen (Bruder Napoleons I.)
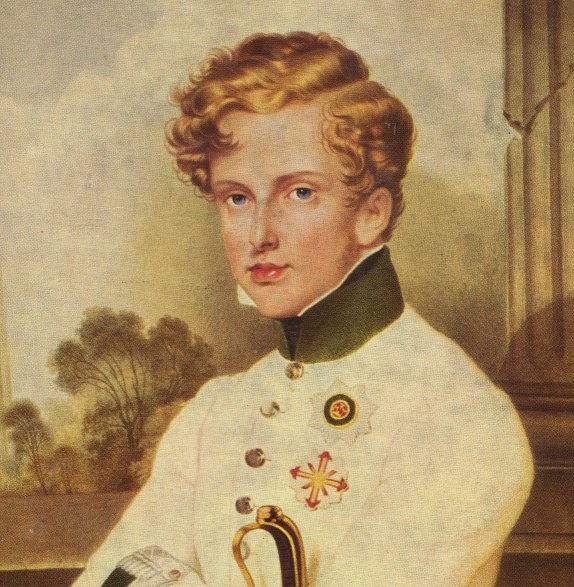
Napoleon II. (1811–1832), König von Rom, Herzog von Reichstadt (Sohn Napoleons I.)
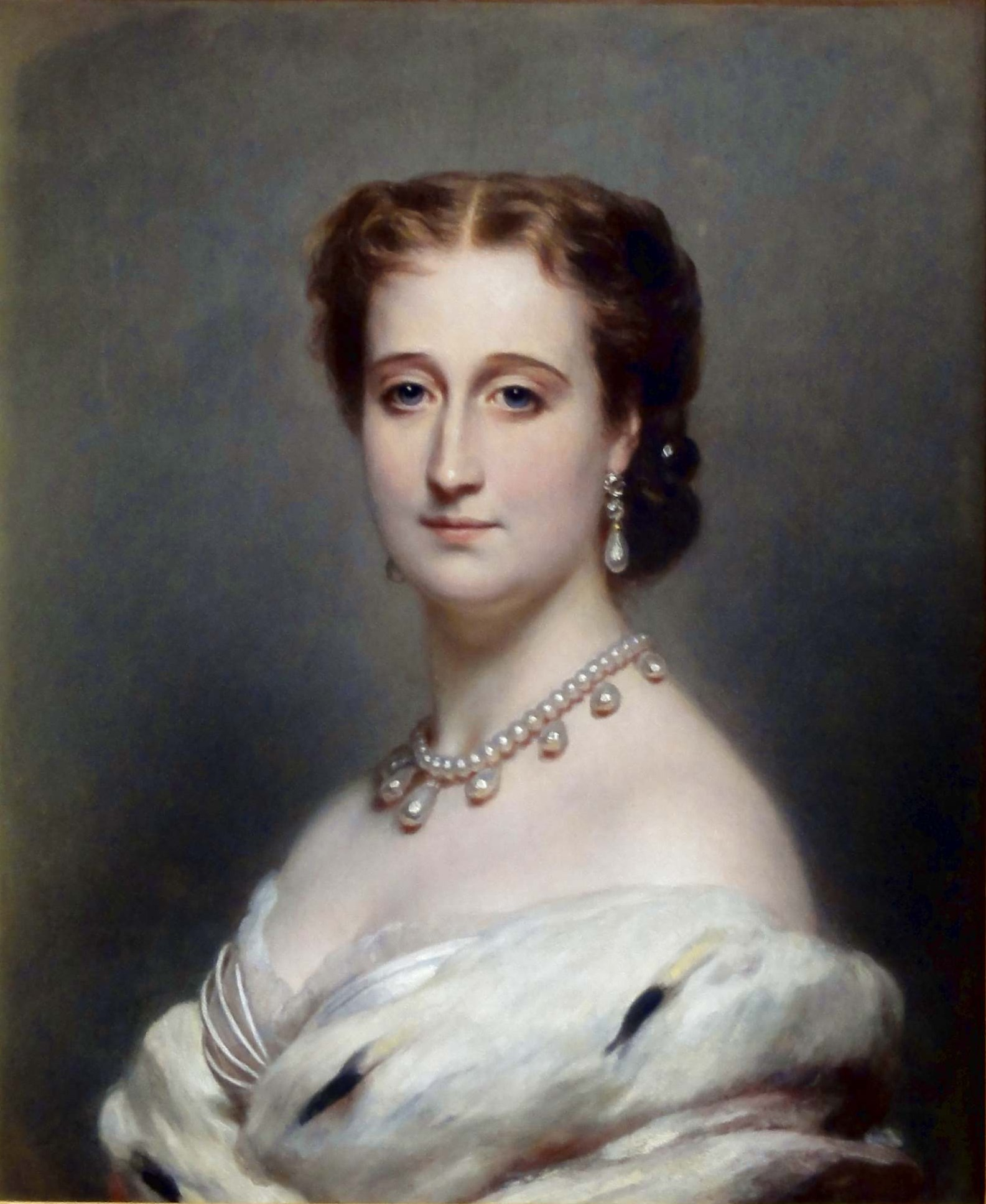
Kaiserin Eugénie (1826–1920), Gemahlin Napoleons III.
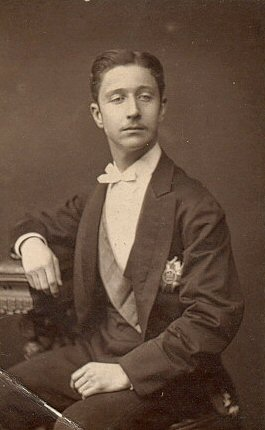
Napoléon Eugène Louis Bonaparte (1856–1879), gen. Lulu (Sohn Napoléons III.), 1874 proklamiert als Napoleon IV.
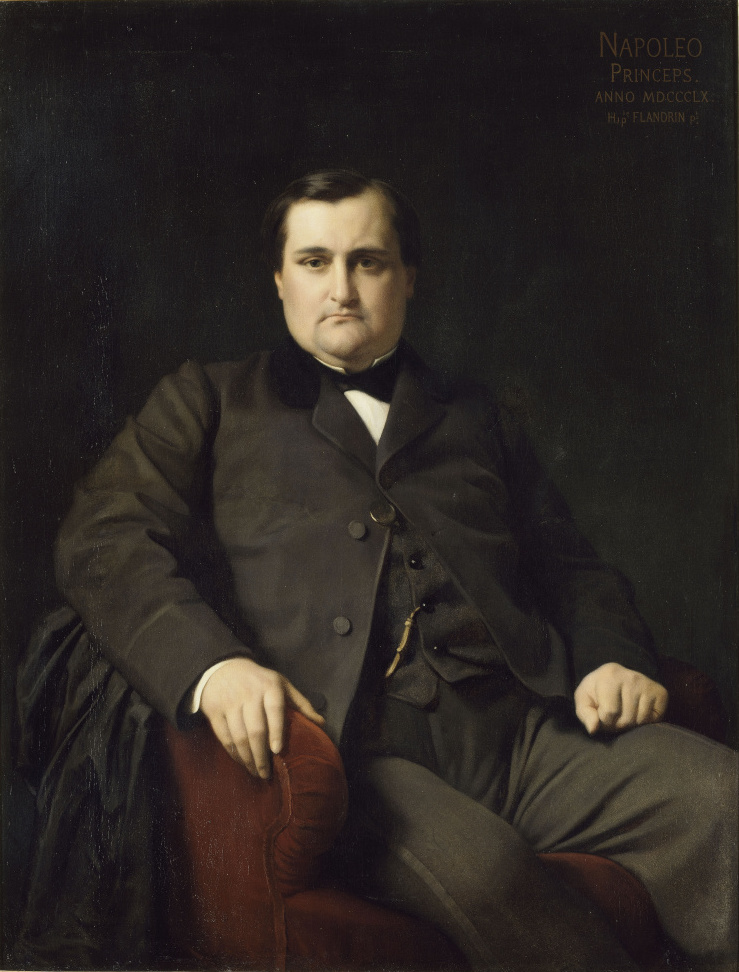
Napoléon Joseph Charles Paul Bonaparte (1822–1891), gen. Plon-Plon (Sohn Jérômes), ab 1879 Thronprätendent als Napoleon V.
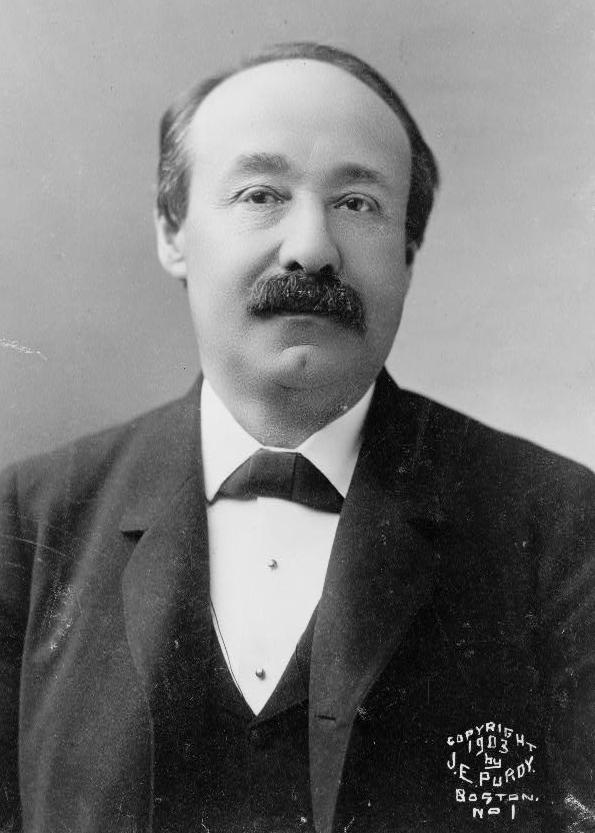
Charles Joseph Bonaparte (1851–1921), Justizminister der USA (Enkel Jérômes, Großneffe Napoleons I.)
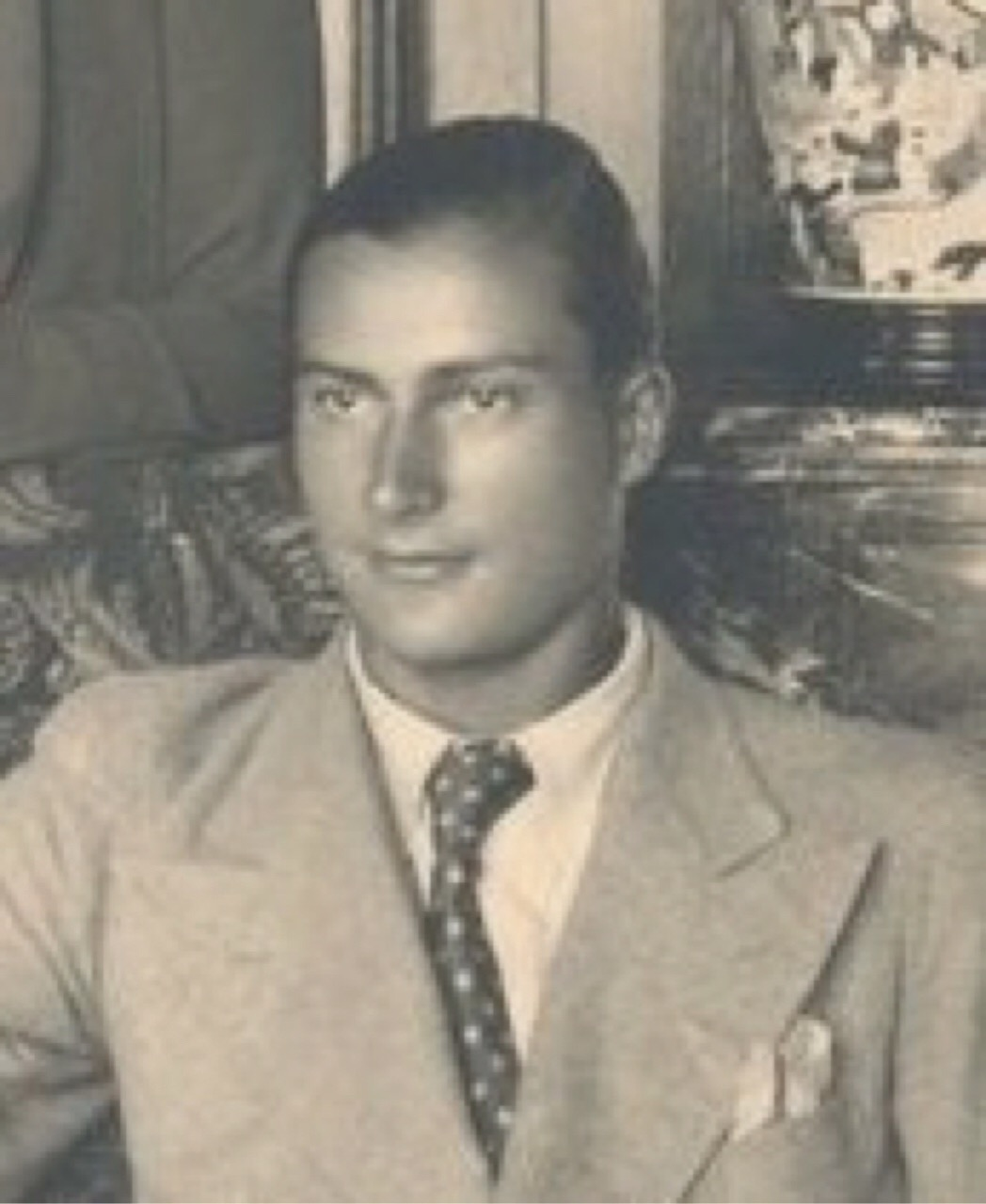
Louis Napoléon (1914–1997), Enkel Plon-Plons
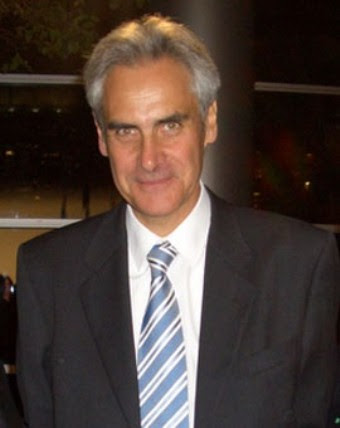
Charles Napoléon (* 1950), Sohn von Louis Napoléon
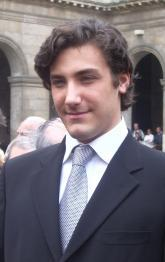
Jean-Christophe Napoléon (* 1986), Sohn von Charles Napoléon

## Weiteres

Wappen Napoleons I. als Kaiser der Franzosen

### Napoleonisches Kaiserwappen
Napoleon I. legte das alte Familienwappen der Buonaparte ab und wählte als sein neues kaiserliches Wappenzeichen die Aquila, das Feldzeichen der Römischen Legionen. Darüber die Kaiserkrone. Hinter dem Schild kreuzen sich zwei lange goldene Zepter. Das rechte zeigt eine silberne Schwurhand als Zeichen der Gerechtigkeit, das linke eine goldene, den gekrönten Kaiser Karl den Großen mit Zepter und Reichsapfel darstellende Figur. Das Wappen wurde von Napoleon III. leicht variiert übernommen und wird von der Familie der Prinzen Napoléon bis heute geführt. Die an das französische Königreich erinnernden Lilien der Kapetinger verschwanden aus den Wappen des Staates und der Städte und wurden durch Adler, Bienen oder den Buchstaben N ersetzt. Auch die von den Kaisern verliehenen Marschallstäbe waren statt der althergebrachten Lilien mit Adlern besetzt.

### Napoleonische Bienen

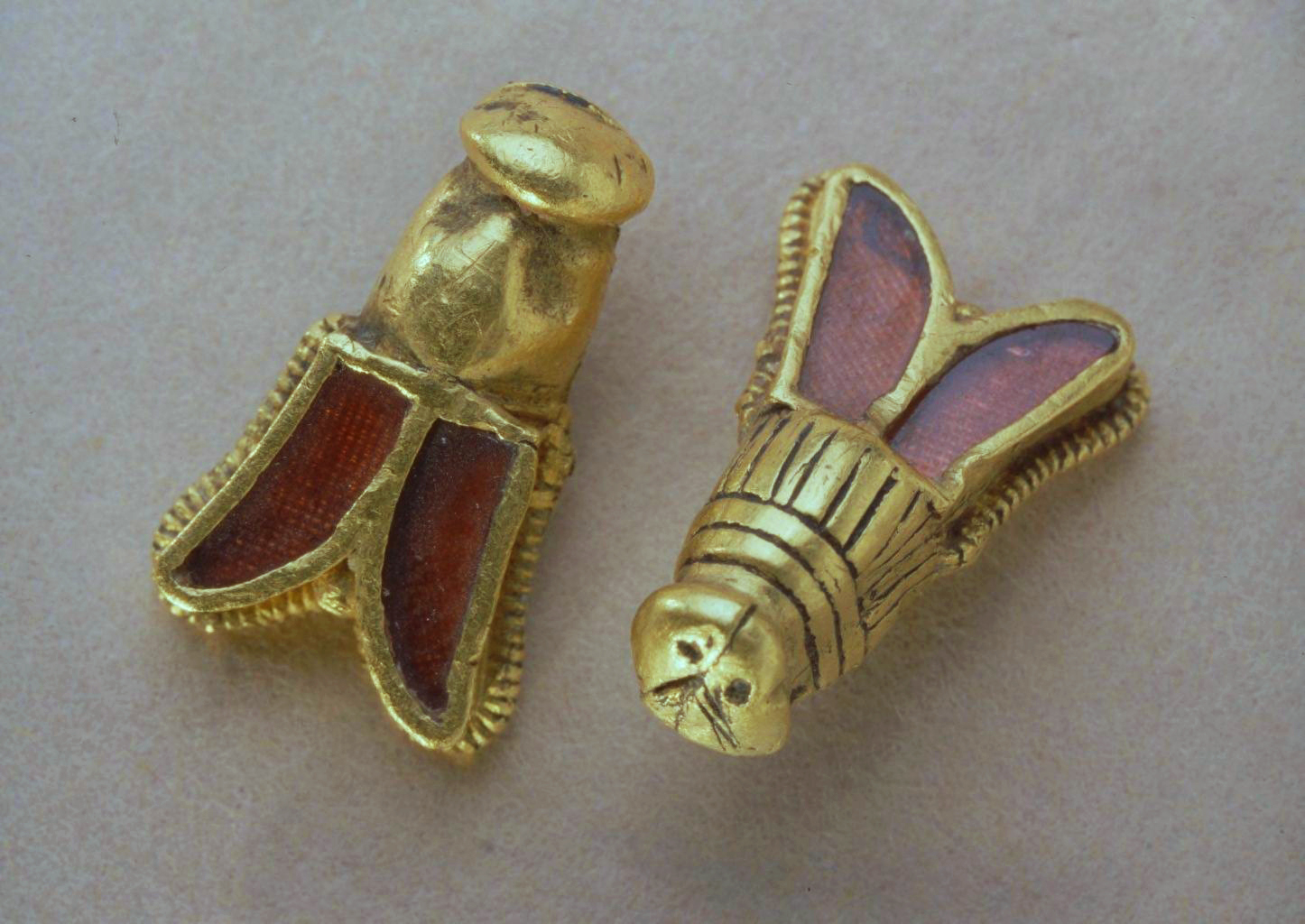
Die Goldbienen aus dem Grab Childerichs I. († um 481)

Napoleon I. wählte sich als persönliches Symbol die heraldische Biene, anstelle der bourbonischen Lilie, die jahrhundertelang ein überall anzutreffendes Symbol der französischen Monarchie war. Die Kommission zur Vorbereitung der Kaiserkrönung war in der Sammlung der Nationalbibliothek auf die Grabbeigaben des ersten fränkischen Kleinkönigs Childerich I. gestoßen. Dessen Grabschatz enthielt unter anderem fast dreihundert goldene Bienen, die ursprünglich seinen Brokatmantel geziert haben, als Symbole für Unsterblichkeit und Wiedergeburt. Diese Bienen beeindruckten Napoleon so sehr, dass er neben dem Adler die Biene als persönliches Symbol wählte. Die Assoziation des Adlers mit dem römischen Reich und Augustus, dem siegreichen Feldherrn und Begründer des Prinzipats, unterstrich seinen Anspruch auf das Kaisertum, während die Bienen den Bogen zu den Merowingern als ersten Herrschern des Frankenreiches schlugen. Die Mäntel und Schleppen des selbstgekrönten Kaisers und seiner höchsten Würdenträger wurden für die Krönungszeremonie mit goldenen Bienen bestickt, ebenso Teppiche, Vorhänge und Banner. Napoleon Bonaparte hat die Biene auch vielen Stadtwappen als Auszeichnung verliehen.

### Napoleonische Heraldik
Die Napoleonische Heraldik wurde für den von Napoleon I. kreierten neuen Adel des Ersten Französischen Kaiserreichs (die noblesse impériale) geschaffen und auch bei neuen Stadtwappen angewandt.  Charakteristischerweise wurde der heraldische Helm in der napoleonischen Heraldik durch einen mit Federn geschmückten Hut (toque) ersetzt.
| Federhut eines grand-dignitaire | Federhut eines duc de l’Empire | Federhut eines comte de l’Empire | Federhut eines baron de l’Empire | Federhut eines chevalier de l’Empire |

| Wappenschild eines prince de l’Empire | Wappenschild eines duc de l’Empire | Wappenschild eines comte de l’Empire | Wappenschild eines baron de l’Empire | Wappenschild eines chevalier de l’Empire |

### Napoleoniden
Als „Napoleoniden“ bezeichnet werden die Angehörigen der Familie Bonaparte sowie ihres Umkreises, jenes Zirkels der Günstlinge Napoleons, zu denen vor allem seine Marschälle gehörten, die zum Teil auch mit ihm verschwägert waren und im Ersten Kaiserreich zu Königen, Herzögen oder Fürsten aufstiegen: Murat, Bernadotte, Berthier, Fouché, Ney, Moncey, Masséna, Augereau, Soult, Lannes, Mortier, Davout, Bessières, Kellermann, Lefebvre, Perrin, MacDonald, Oudinot, Marmont, Suchet, Gouvion, Grouchy usw. Nach französischer Begrifflichkeit gehören diese Napoleoniden zur « Noblesse d’Empire », zu ihr gehört aber darüber hinaus auch der kleine Beamtenadel, den beide Bonaparte-Kaiser kreiert haben.

### Bilder

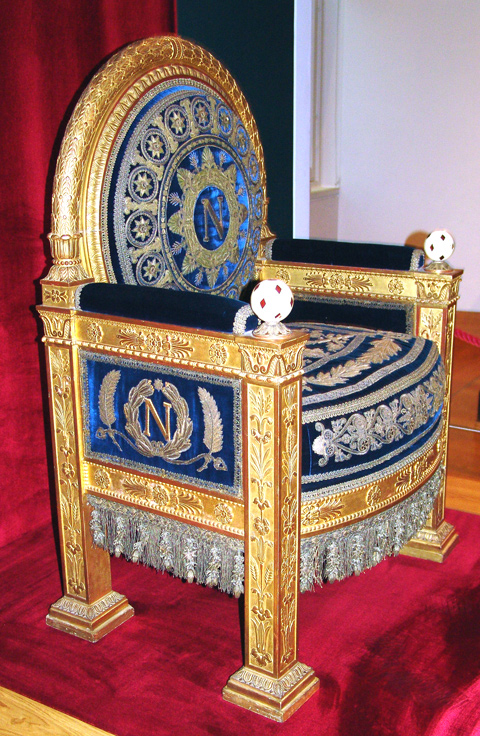
Thron Napoleons I. aus dem Tuilerienpalast
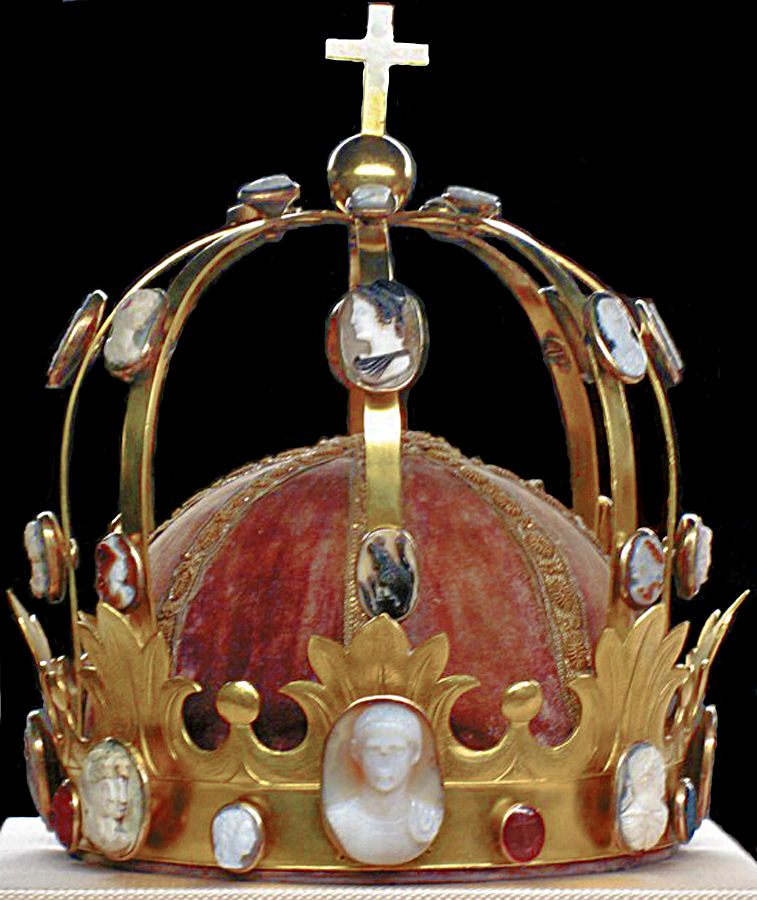
Kaiserkrone Napoleons I. (besetzt mit römischen Kameen)
Marschallstab des Premier Empire
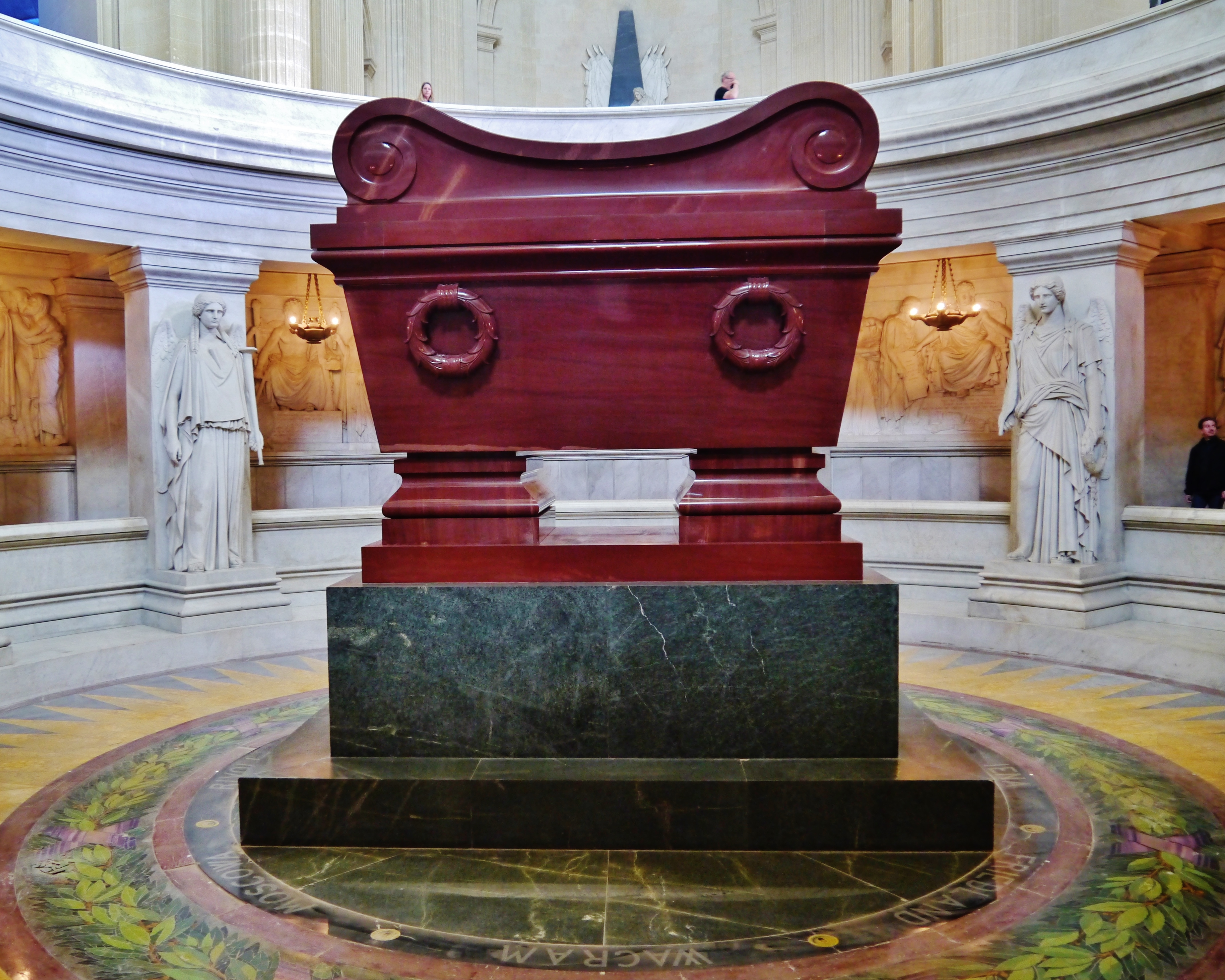
Grab Napoleons I. im Invalidendom
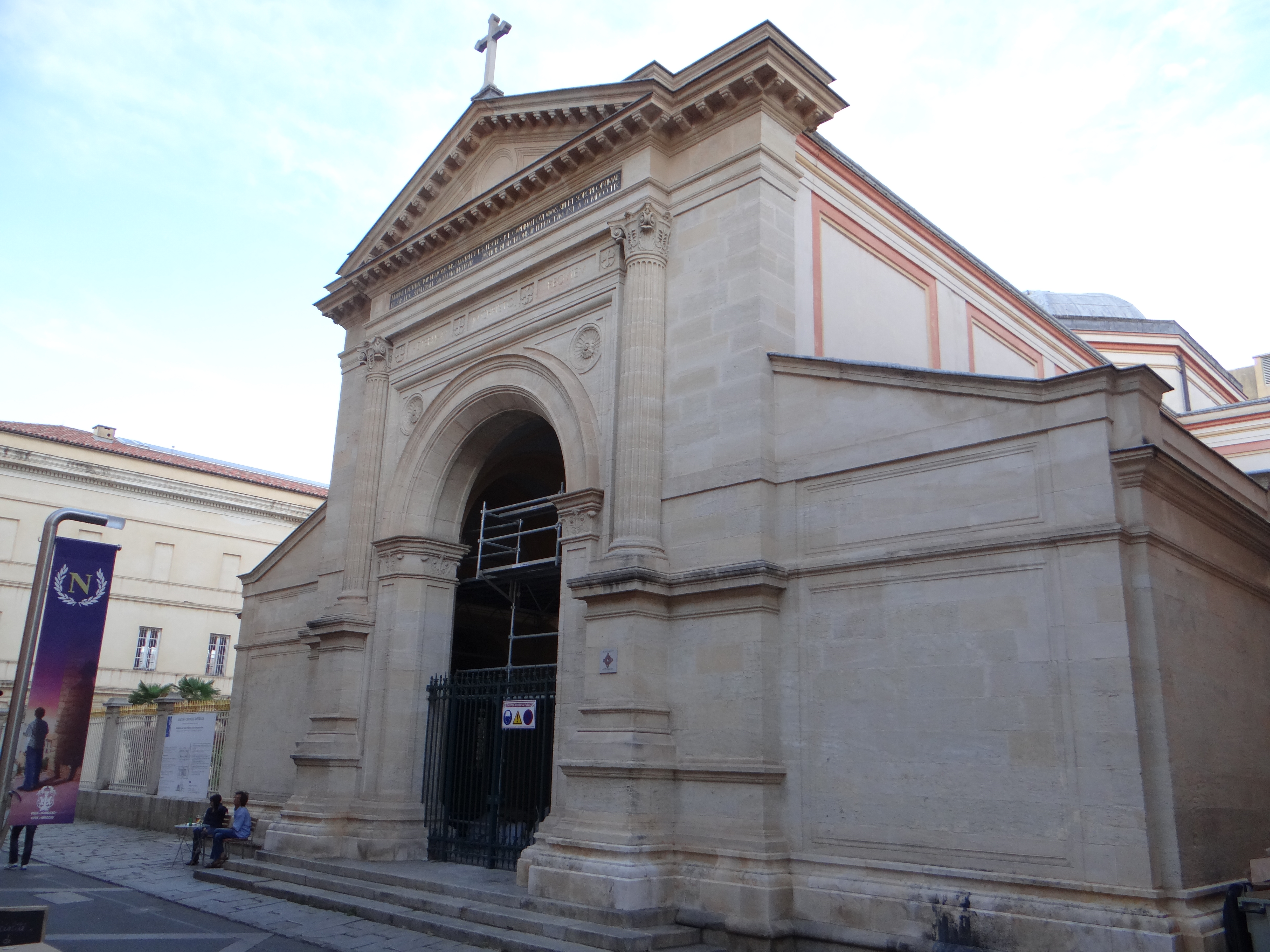
Chapelle Impériale (Ajaccio)